# Monumenti a Fryderyk Chopin

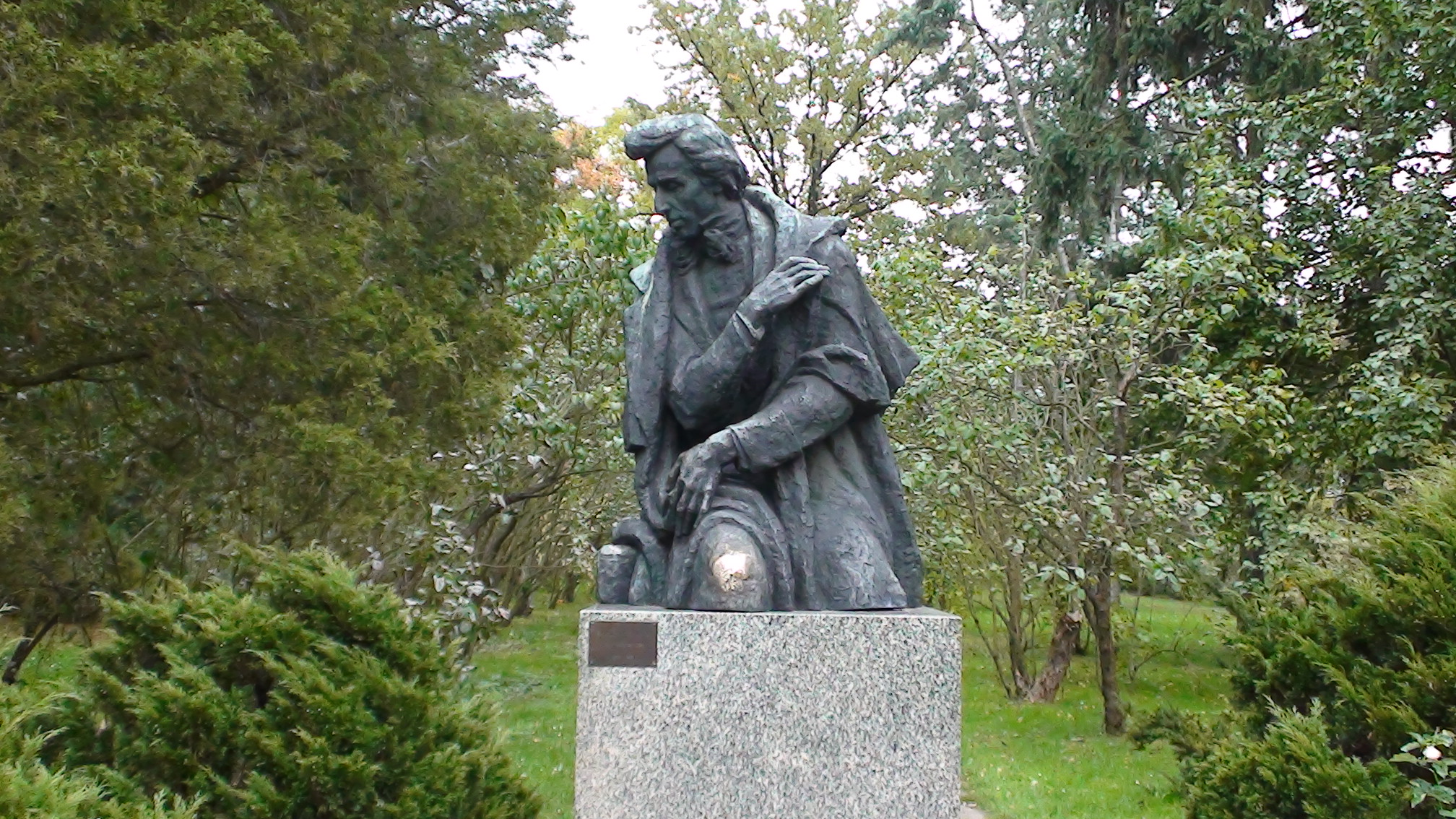
Monumento a Fryderyk Chopin a Żelazowa Wola, luogo natale del compositore

Quella che segue è una raccolta di monumenti commemorativi del compositore Fryderyk Chopin sotto forma di monumenti fisici, istituzioni e altre entità che prendono il suo nome.

## Residenze polacche di Chopin

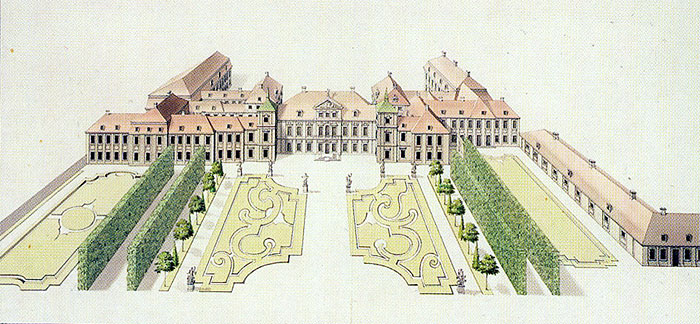
Il Palazzo Sassone, visto dal Giardino Sassone dietro il Palazzo, 1764. Qui abitarono Chopin e la sua famiglia, 1810-1817. Il Palazzo Sassone fu distrutto nella seconda guerra mondiale.

Le principali residenze polacche di Fryderyk Chopin sono sopravvissute, molte di esse ricostruite dalle devastazioni della seconda guerra mondiale, ad eccezione del Palazzo Sassone, dove suo padre Nicolas Chopin nell'ottobre 1810 (quando Fryderyk aveva sei mesi) assunse un incarico di insegnamento di francese al Lyceum di Varsavia, ospitato appunto nel Palazzo Sassone. La famiglia Chopin viveva in quei locali.
Nel 1817 il Palazzo Sassone fu requisito dal governatore russo di Varsavia per uso militare e il liceo di Varsavia fu stabilito nel Palazzo Kazimierz (oggi rettorato dell'Università di Varsavia). Fryderyk e la sua famiglia si trasferirono in un edificio esistente (foto al centro, in basso) adiacente al Palazzo Kazimierz.
Nel 1827, subito dopo la morte della sorella minore di Chopin, Emilia, la famiglia si trasferì dall'edificio dell'Università di Varsavia adiacente al palazzo Kazimierz, in alloggi proprio di fronte all'università, nella dépendance sud del palazzo Krasiński su Krakowskie Przedmieście. Chopin visse lì fino a quando non lasciò Varsavia nel 1830. Il Palazzo Krasiński è ora l'Accademia di Belle Arti di Varsavia.
La casa natale di Chopin Żelazowa Wola e il salone della famiglia Chopin nel Palazzo Krasiński di Varsavia sono mantenuti come musei aperti al pubblico.
Il Palazzo Sassone fu distrutto dai tedeschi nella seconda guerra mondiale. Furono proposti progetti per ricostruirlo. Fu nel Palazzo Sassone (all'epoca, l'edificio dello stato maggiore polacco) che i matematici civili che lavoravano al Cipher Bureau dello stato maggiore, a partire dal 1932, distrussero le cifrature della macchina Enigma della Germania, un risultato che sarebbe stato di grande importanza per il risultato della seconda guerra mondiale.

### Alcune residenze polacche di Chopin

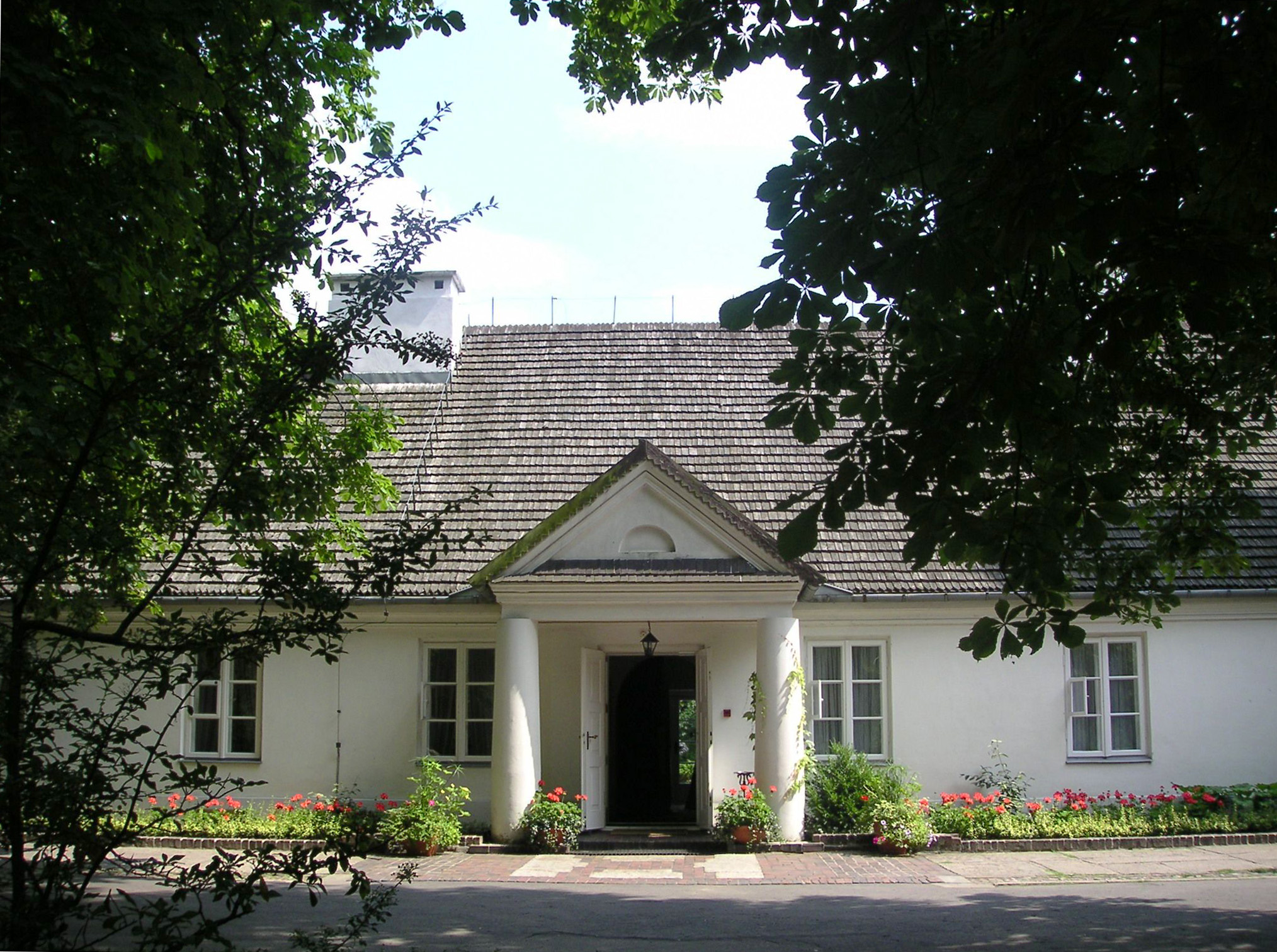
La casa natale di Chopin a Żelazowa Wola. Visse qui per sei mesi nel 1810.
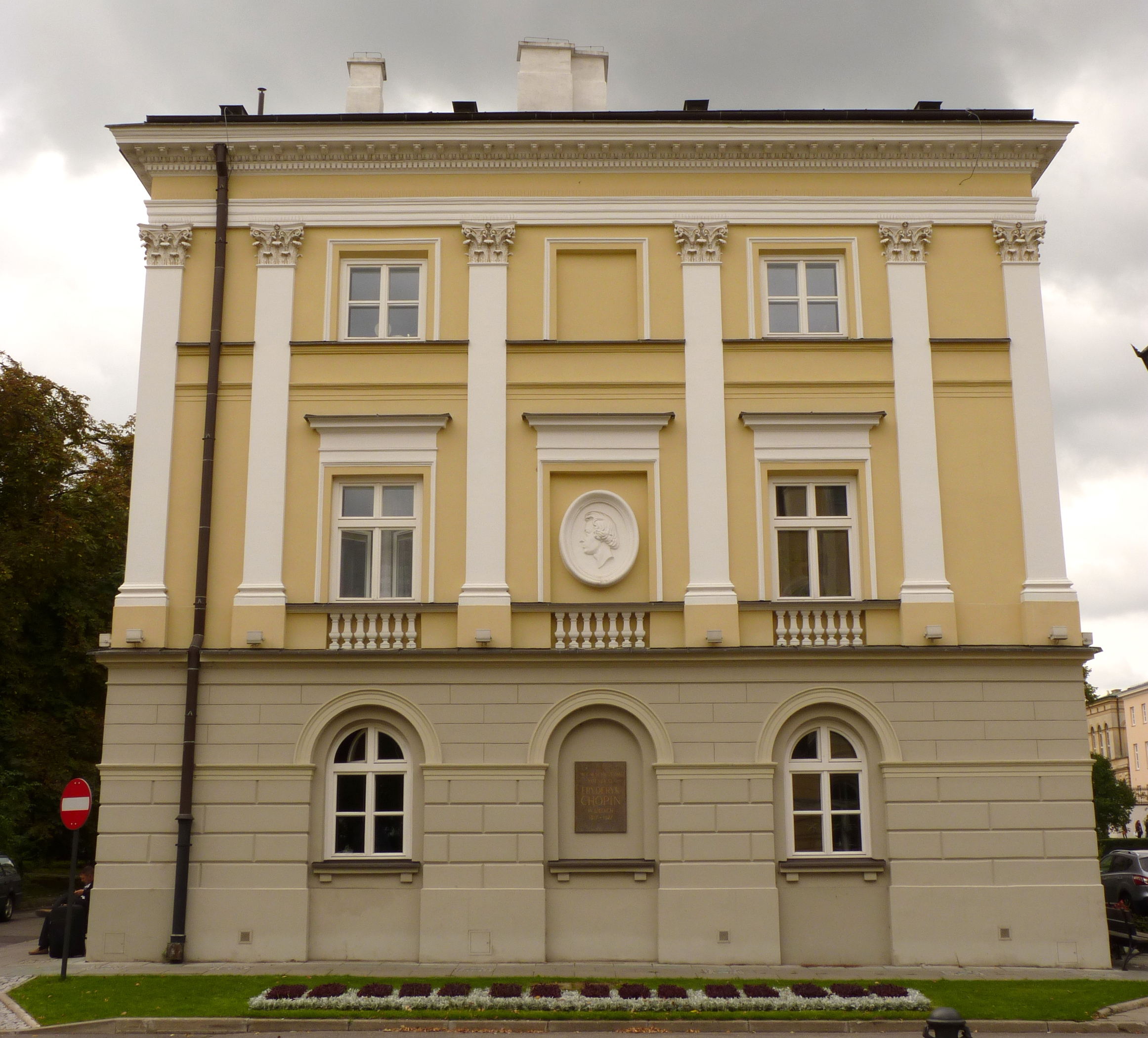
Edificio dell'Università di Varsavia in cui visse la famiglia di Chopin, 1817-1827, ora abbellito (al centro) con un bassorilievo del suo profilo
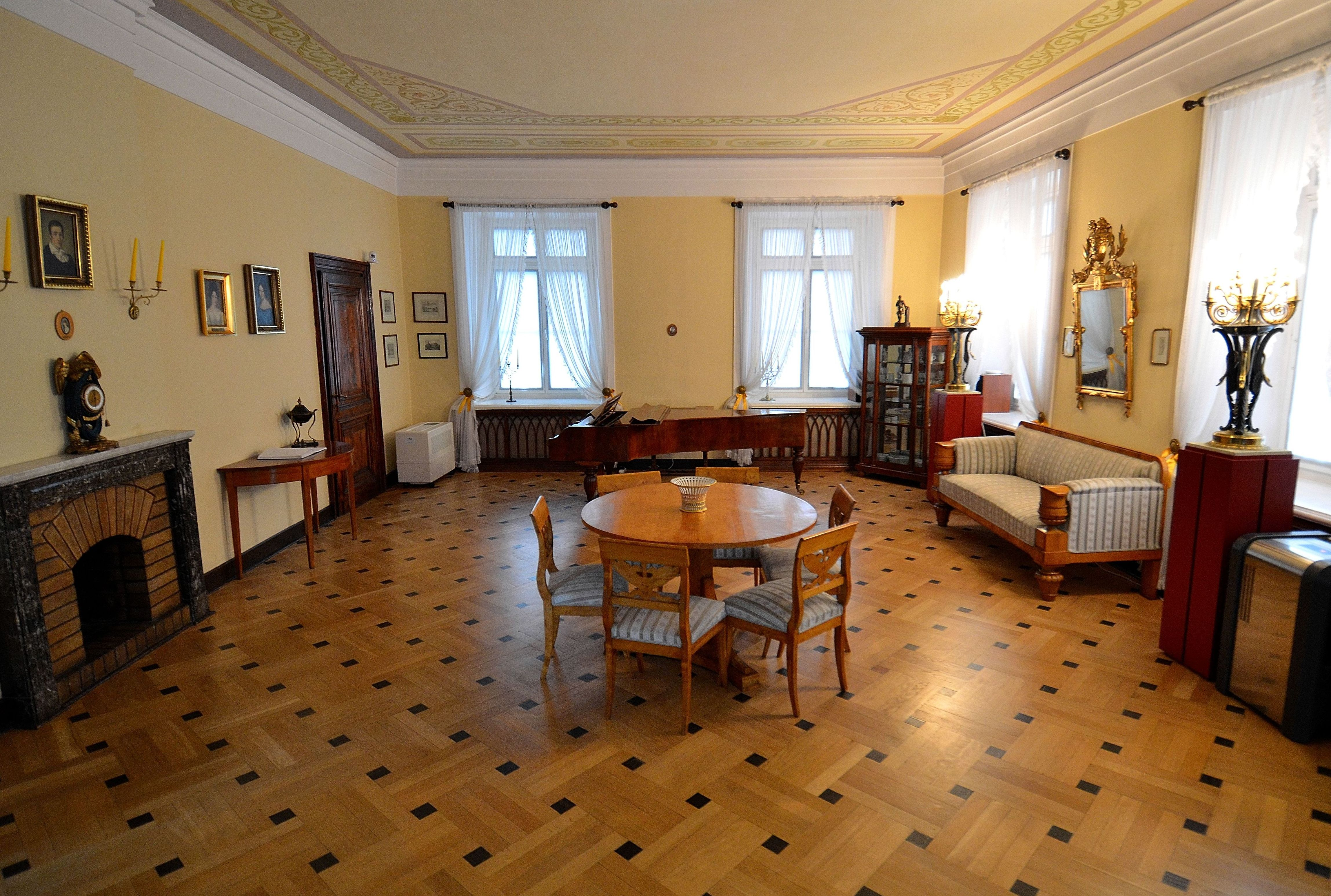
Salone della famiglia Chopin, nel Palazzo Krasiński di Varsavia. Chopin visse qui, 1827-1830.

## Monumenti

### Polonia
- Il cuore di Chopin, conservato nell'alcool,[3] fu sigillato nel 1882 all'interno di un pilastro della Chiesa della Santa Croce, dietro una tavoletta scolpita da Leonard Marconi.[4] La tavoletta reca un'iscrizione di Matteo VI:21: "Perché dov'è il tuo tesoro, ci sarà anche il tuo cuore".[5] (Vedi foto del pilastro della Chiesa, con epitaffio.)
- La Chiesa della Santa Croce si trova a breve distanza dall'ultima residenza di Varsavia di Chopin, il Palazzo Krasiński, che porta una targa commemorativa di Chopin.
- Ci sono tre monumenti di Chopin a Żelazowa Wola: un obelisco del 1894, una statua di bronzo del 1969 e un busto di arenaria del 1984.[6]
- C'è un monumento a Chopin nella casa padronale di Szafarnia dove soggiornò per le vacanze con un compagno di scuola nel 1824 e nel 1825.
- Nel 1897 fu eretto un memoriale di Chopin nella città di Duszniki-Zdrój, dove nel 1826, il sedicenne Chopin suonò il suo primo concerto fuori dalla spartizione russa della Polonia. Una statua di Chopin fu eretta nel 1976 e si trova nel parco termale di fronte al Teatro Fryderyk Chopin.
- Nel 1926 una statua in bronzo di Chopin, progettata dallo scultore Wacław Szymanowski nel 1907, fu eretta nella parte superiore del Parco delle Terme Russe di Varsavia (Łazienki).
- Altre statue e busti di Chopin si trovano a Poznań (1923), Breslavia (2004), Żychlin (2010),[7] Antonin, Brdów, Radziejowice, Międzyzdroje,[8] Bydgoszcz (ca. 1973), Słupsk (1976), Ustka (1979), Cracovia (2005).
- Per il bicentenario 2010 della nascita di Chopin, 14 panchine "Chopin's Warsaw" ("Warszawa Chopina") sono state collocate a Varsavia vicino ai monumenti di Chopin. Stanno vicino ai monumenti di Chopin come il palazzo Krasiński, la chiesa carmelitana dove suonava l'organo da ragazzo e il Palazzo Wessel dove nel 1830 alloggiò durante una tappa per Vienna. Premendo un pulsante su una panchina fa suonare alcune battute di una composizione Chopin.[9]
- Targhe commemorative a Varsavia (numerose), ad Antonin (che commemora due visite al palazzo Radziwiłł), Toruń (che commemora una visita nel 1825), Kalisz (che commemora le visite negli anni 1826-1830),[10] a Sanniki (che commemora una visita nel 1828),[11] Sulechów (che commemora una visita nel 1828),[12] a Silna (che commemora una visita nel 1828),[13] a Breslavia che commemora un concerto nel 1830), Poznań (nel cortile della Società degli amici dell'apprendimento di Poznań).[14]
- Monumento a Poturzyn, in ricordo di una visita nel 1830 (1985).
- Lapidi commemorative a Kozłowo (commemorazione di una visita nel 1825),[15] Waplewo Wielkie (commemorazione di una visita e concerto nel 1827) e Strzyżew.[16]
- Obelischi nel Parco Chopin a Gliwice (1949) e Sochaczew (2010).[17]

#### Monumenti e memoriali a Chopin in Polonia

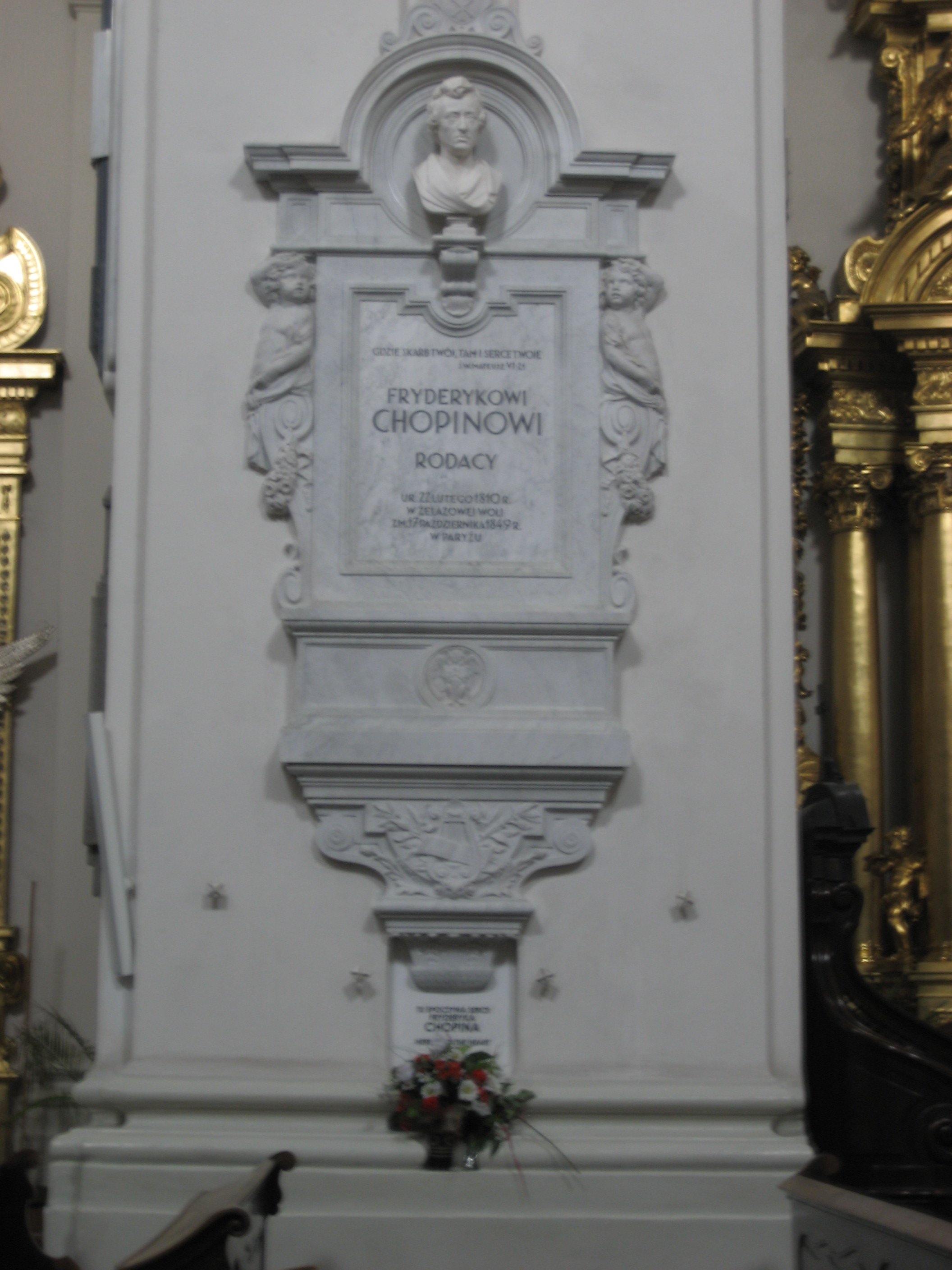
Monumento funerario su un pilastro nella chiesa di Santa Croce, Varsavia, che racchiude il cuore di Chopin (appena sopra il mazzo in basso)
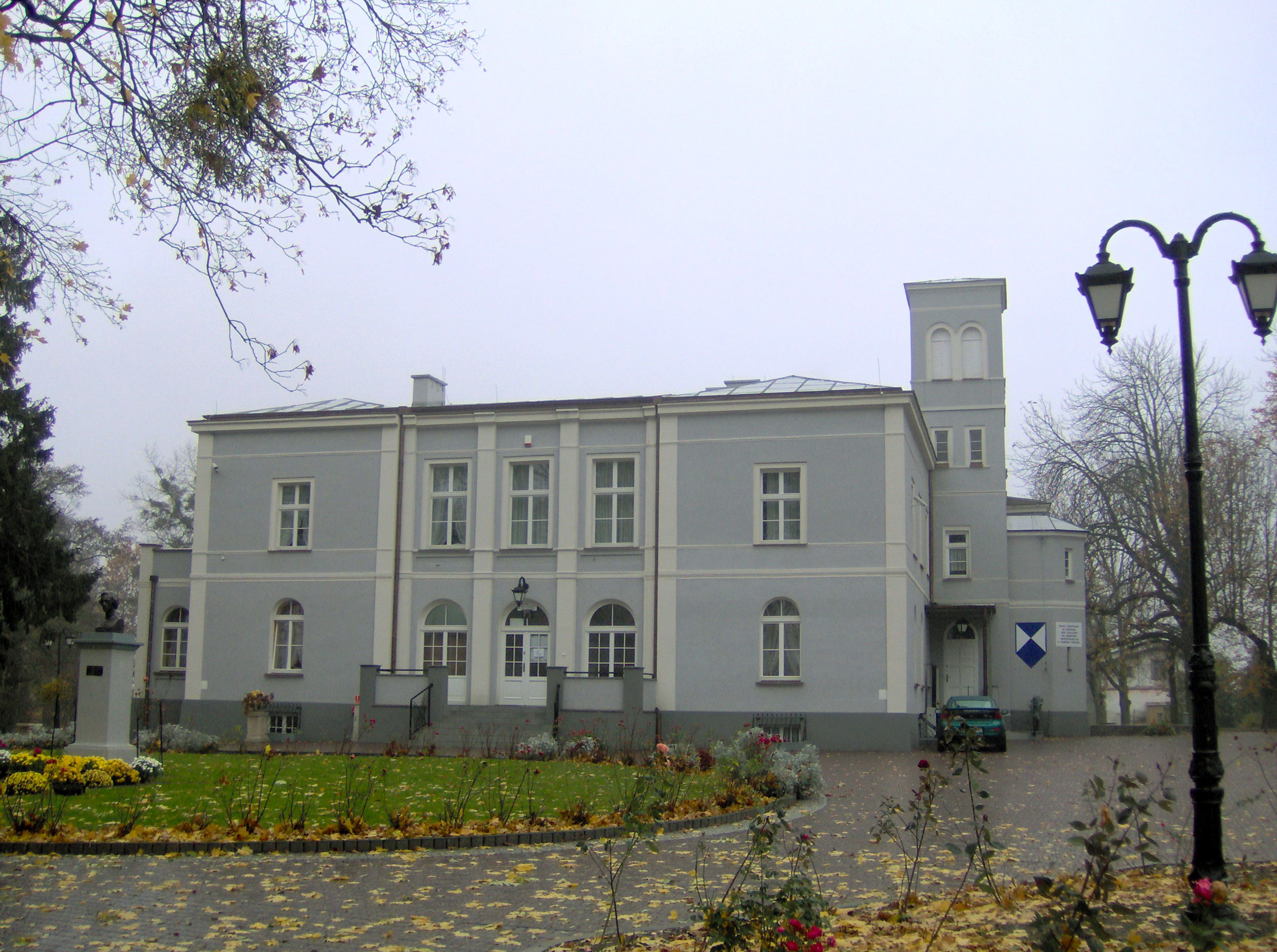
Il maniero Szafarnia del generale Dominik Dziewanowski (con il busto di Chopin di fronte) dove Chopin andò in vacanza nel 1824 e nel 1825; ora un Centro Chopin
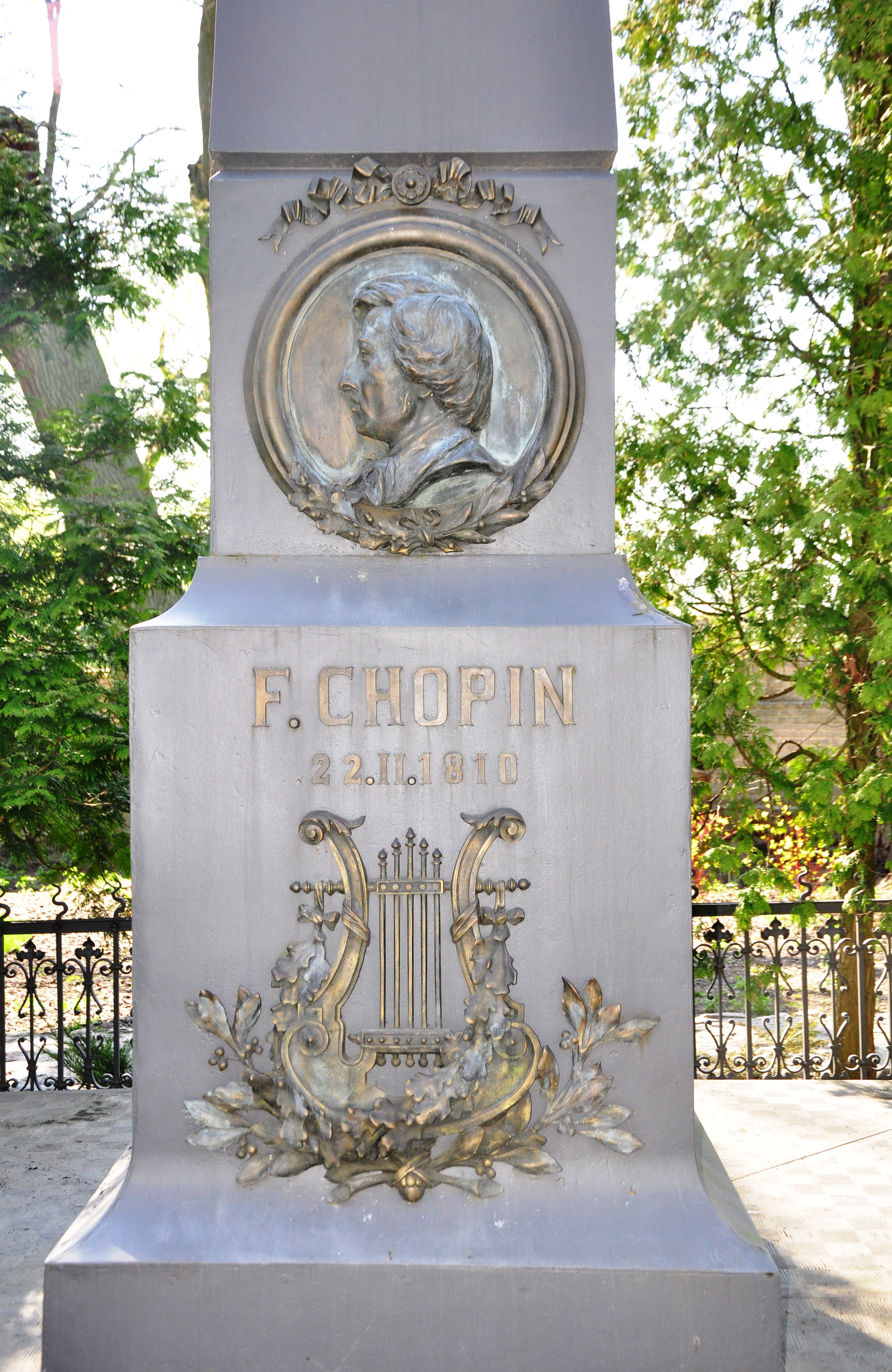
Obelisco a Chopin, Żelazowa Wola
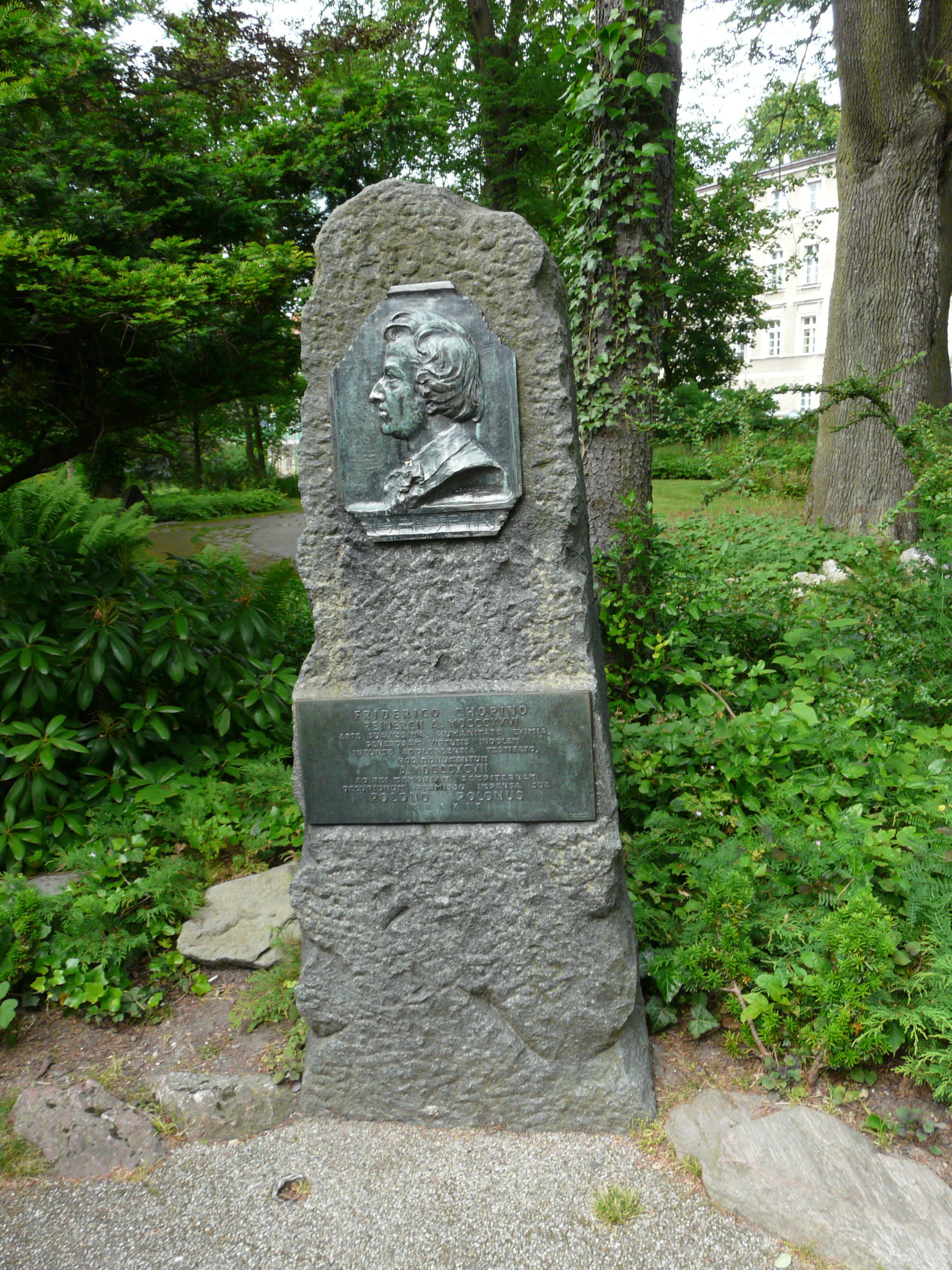
Memoriale di Chopin dal 1897, Duszniki-Zdrój
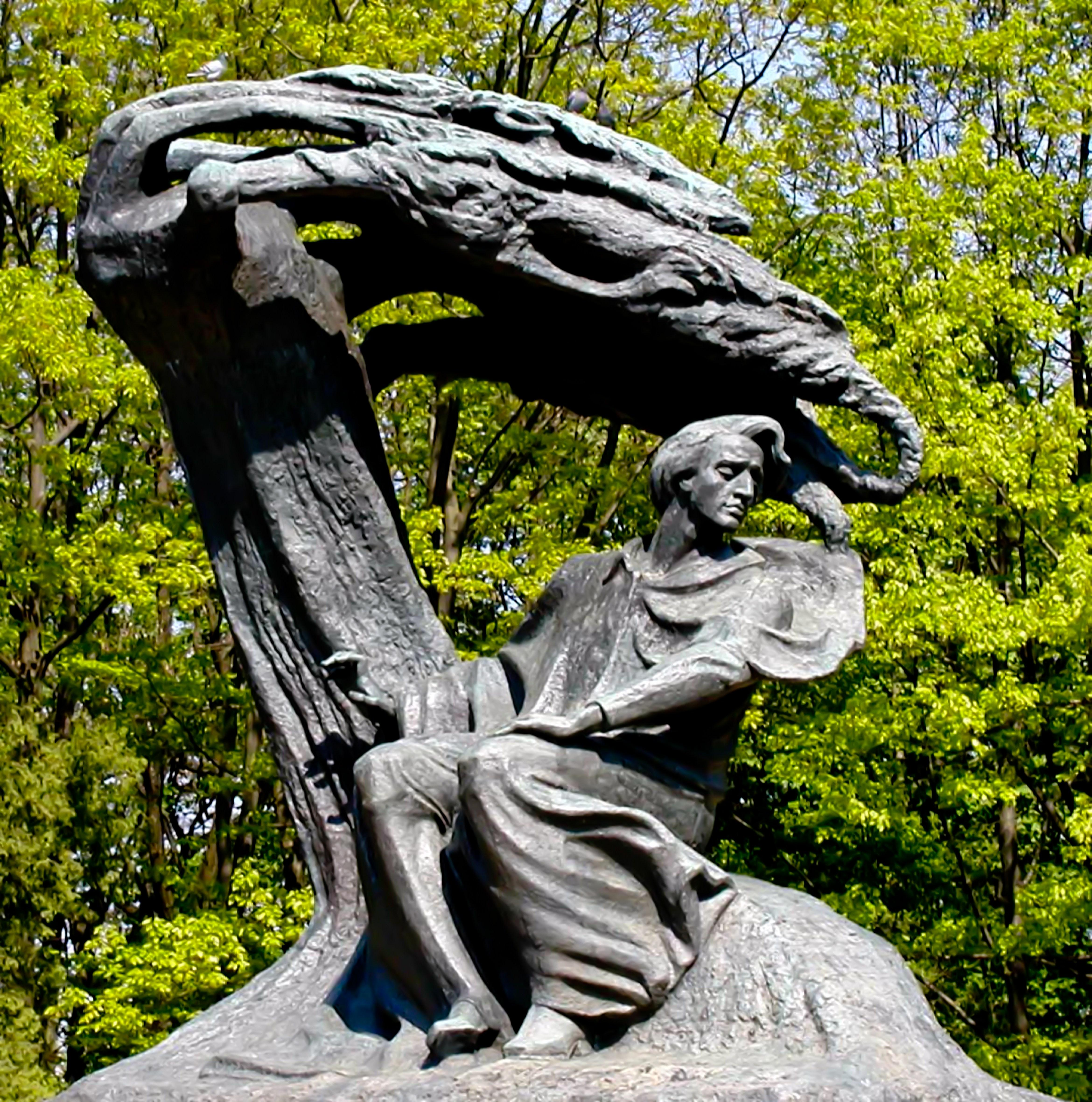
Statua di Chopin, Łazienki Park, Varsavia
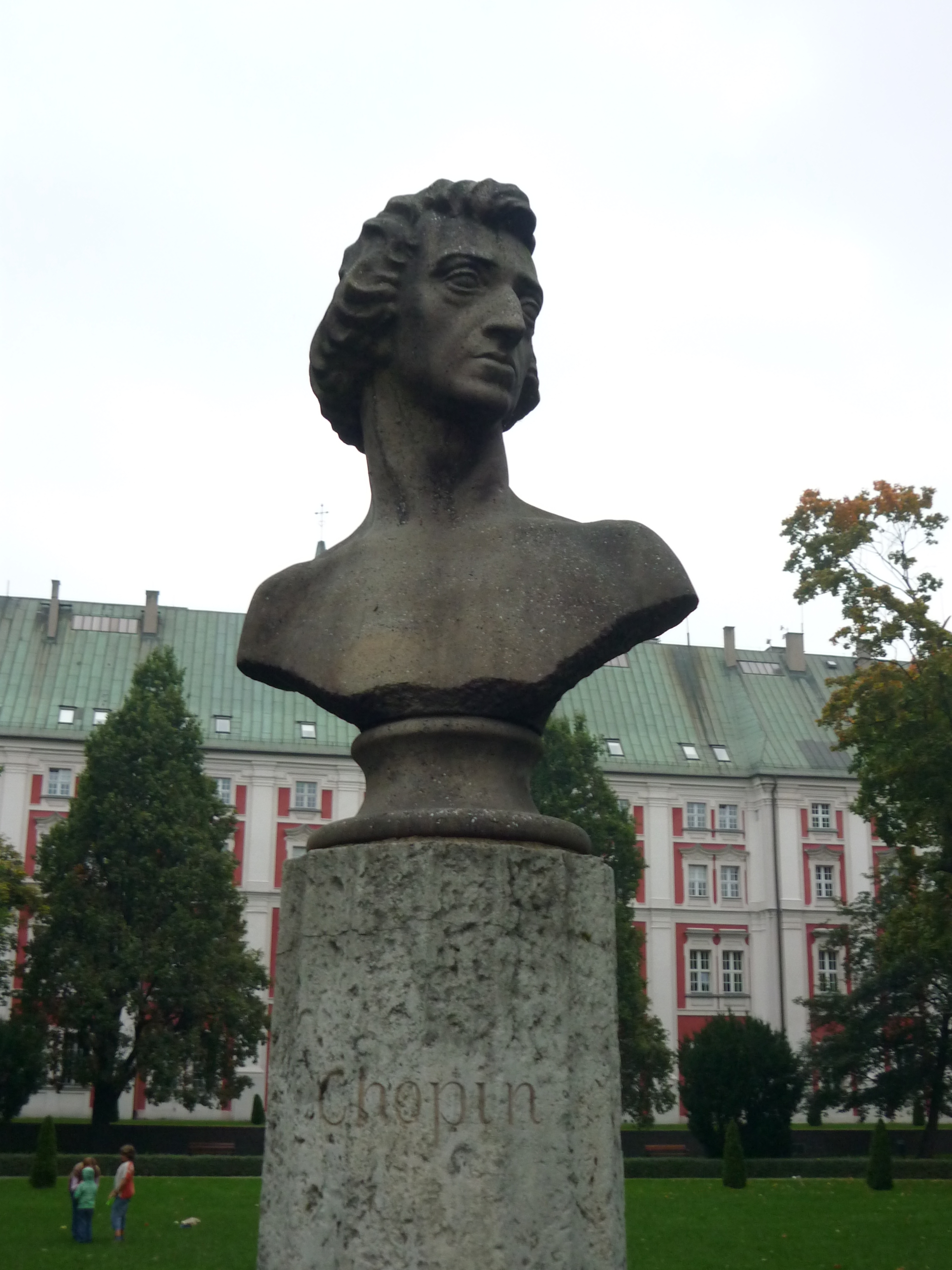
Busto, Parco Chopin, Poznań
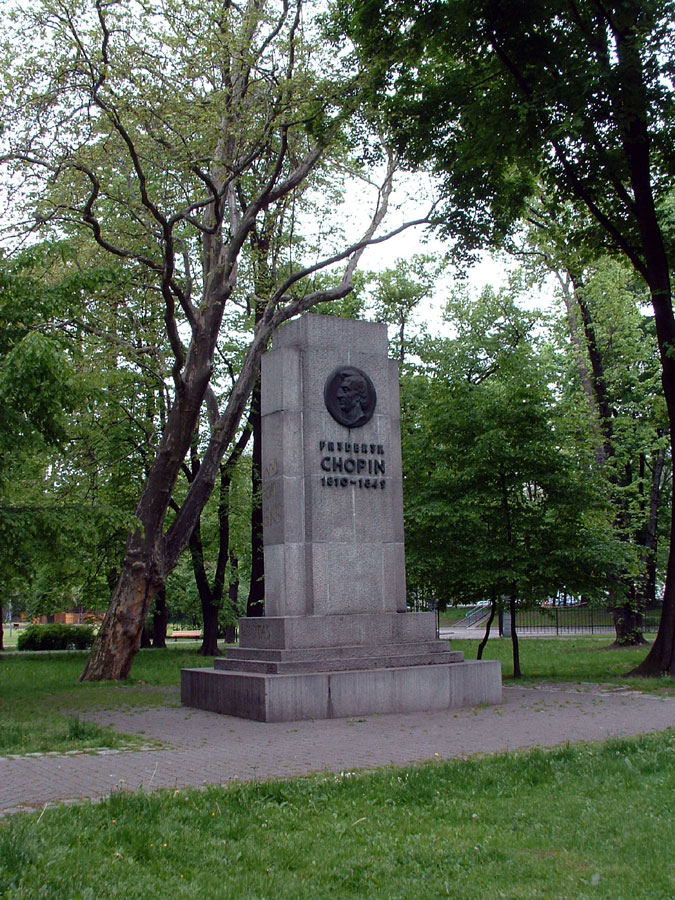
Obelisco, Parco Chopin, Gliwice
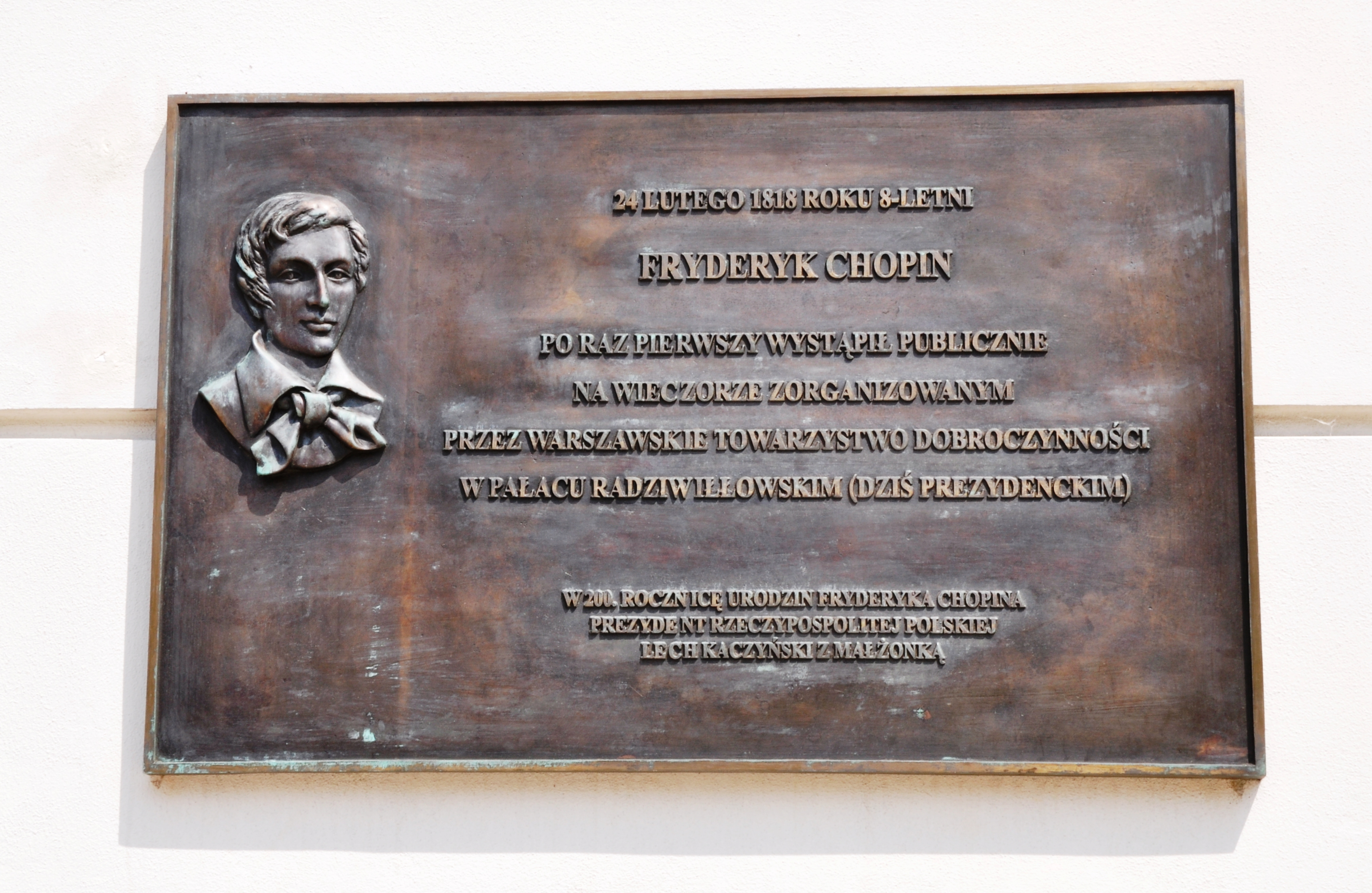
Targa, collocata nel 2010, in occasione del 200º anniversario della nascita di Chopin, che commemora il primo spettacolo pubblico di Chopin bambino, a 8 anni, nell'odierno palazzo presidenziale, Varsavia, per la Società filantropica di Varsavia, 24 febbraio 1818
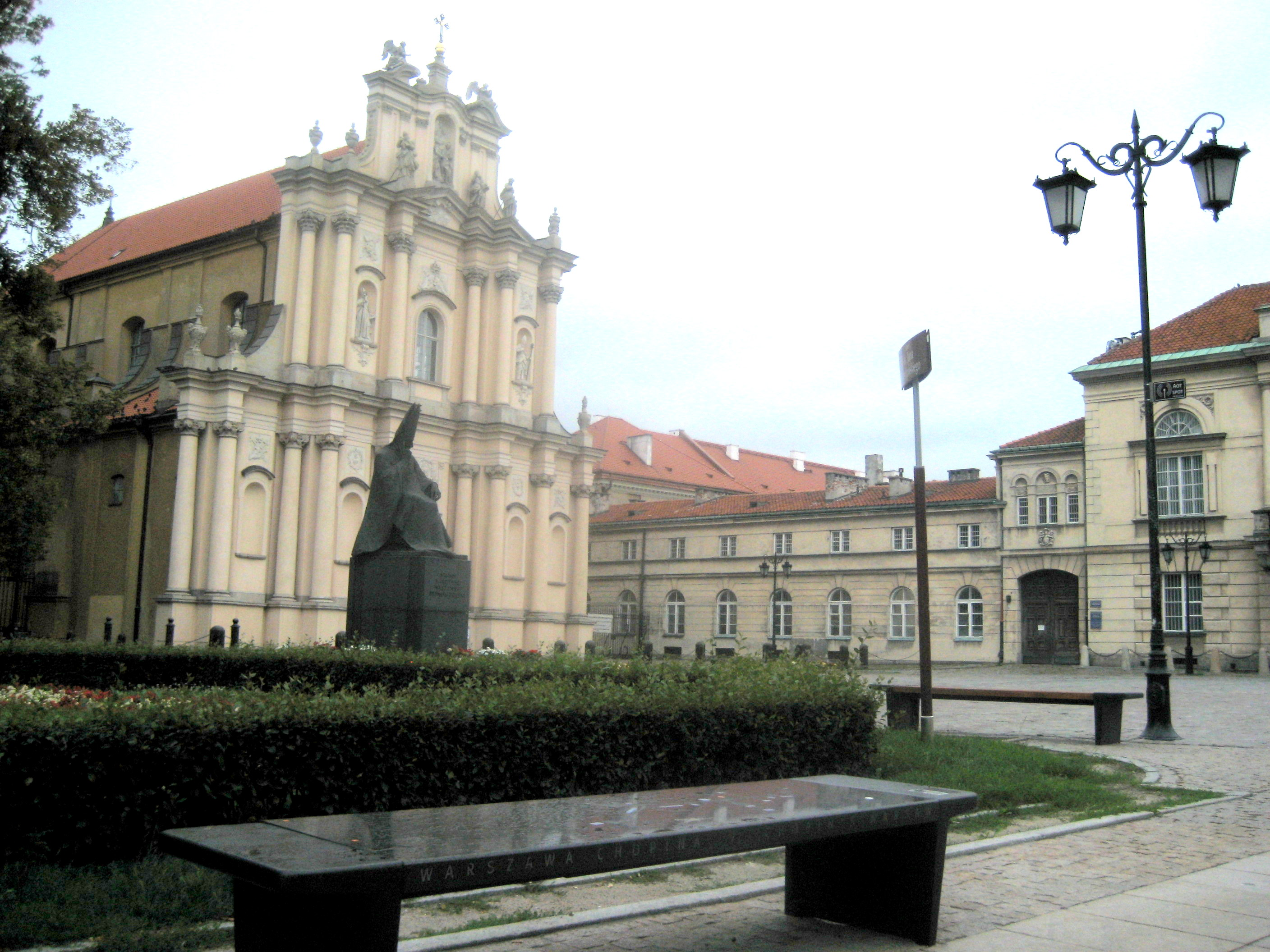
La panchina "Varsavia di Chopin" vicino alla chiesa carmelitana.
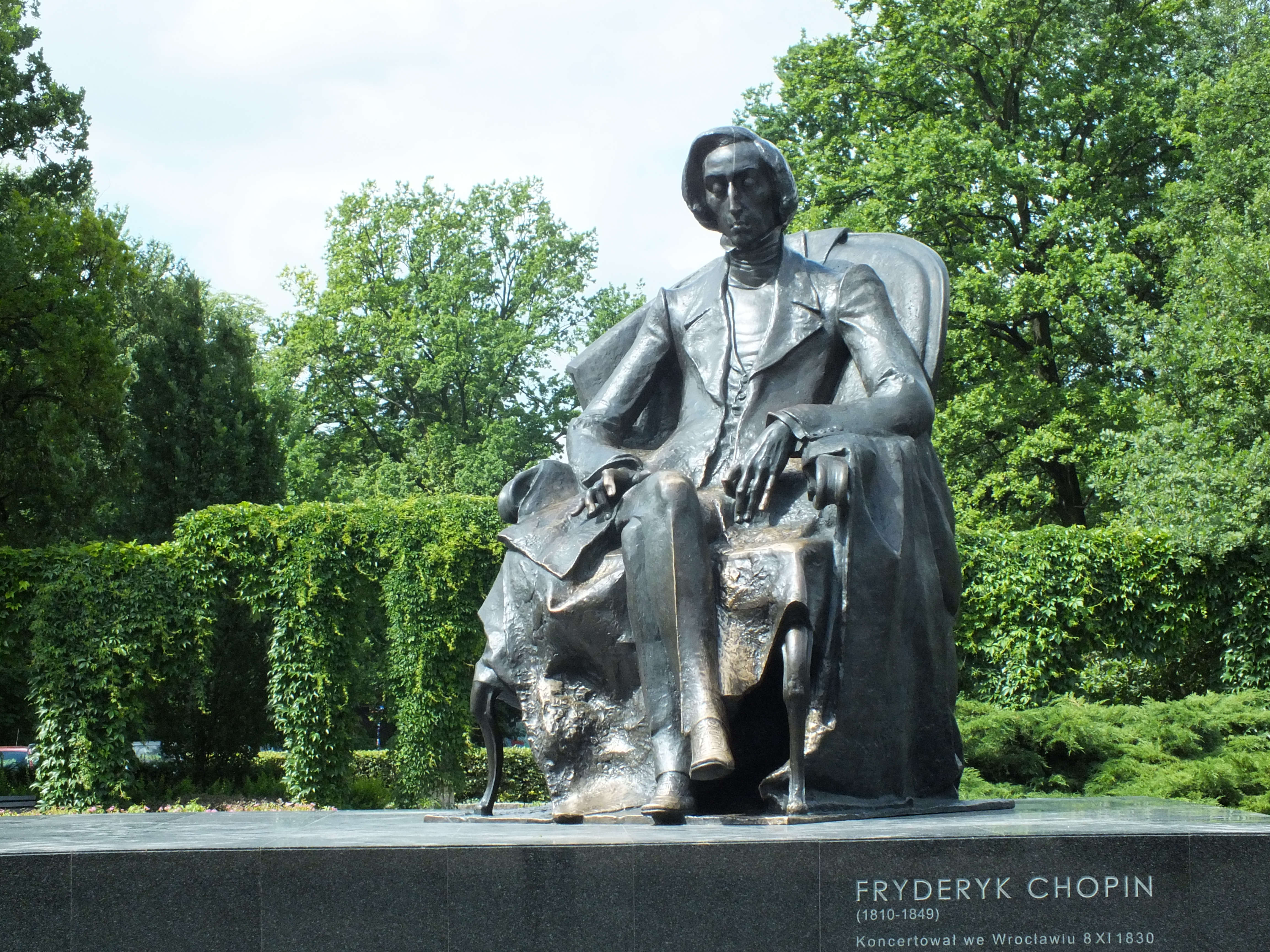
Monumento, South Park, Breslavia

### Europa
- Francia: la lapide di Chopin nel cimitero di Père-Lachaise, a Parigi, con la musa della musica, Euterpe, che piange su una lira spezzata, è stata progettata e scolpita da Auguste Clésinger. Monumenti a Chopin si trovano anche nel Parc Monceau di Parigi (1906) e nel Jardin du Luxembourg.[18] Anche nel Salon Frédéric Chopin alla Biblioteca polacca di Parigi.
- Regno Unito: monumento e blue plaques a Londra, monumento a Manchester,[19] targhe commemorative a Edimburgo e Glasgow
- Spagna: busti a Valldemossa e Palma di Maiorca, targa commemorativa a Barcellona
- Germania: statua nel Dichtergarten di Monaco, targa commemorativa a Dresda, busto nella Hackesche Höfe di Berlino
- Albania: busto a Tirana
- Ungheria: monumento a Gödöllő, busto a Budapest
- Serbia: busto a Belgrado
- Portogallo: busto a Lisbona
- Paesi Bassi: busto a Culemborg
- Repubblica Ceca: targhe commemorative a Praga e Mariánské Lázně[20]
- Austria: lapide commemorativa a Vienna
- Ucraina: rilievo di case popolari a Leopoli, targa commemorativa a Lutsk
- Russia: busto a Kaliningrad

#### Monumenti e memoriali a Chopin in Europa

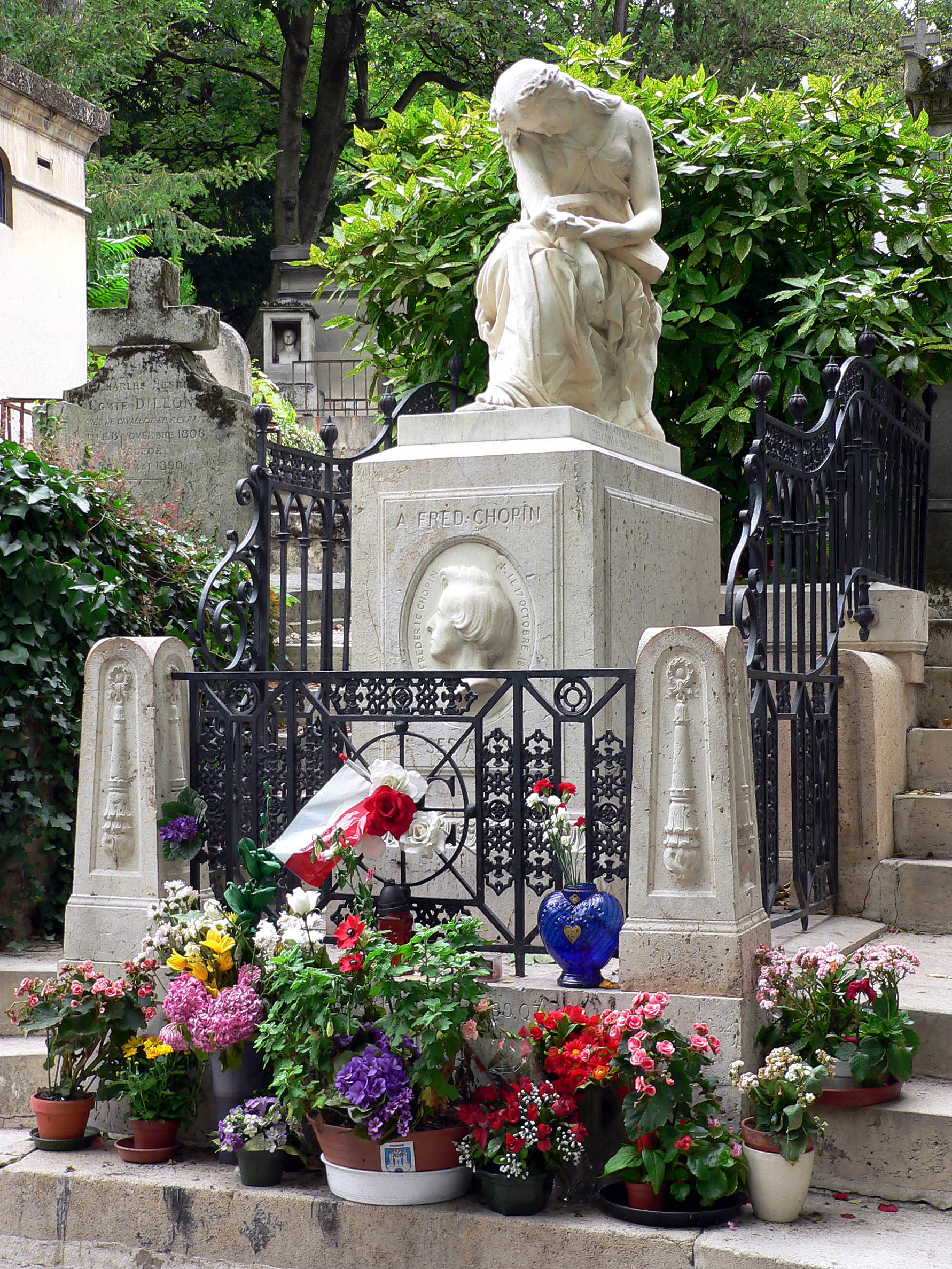
Tomba di Chopin al Cimitero di Père-Lachaise
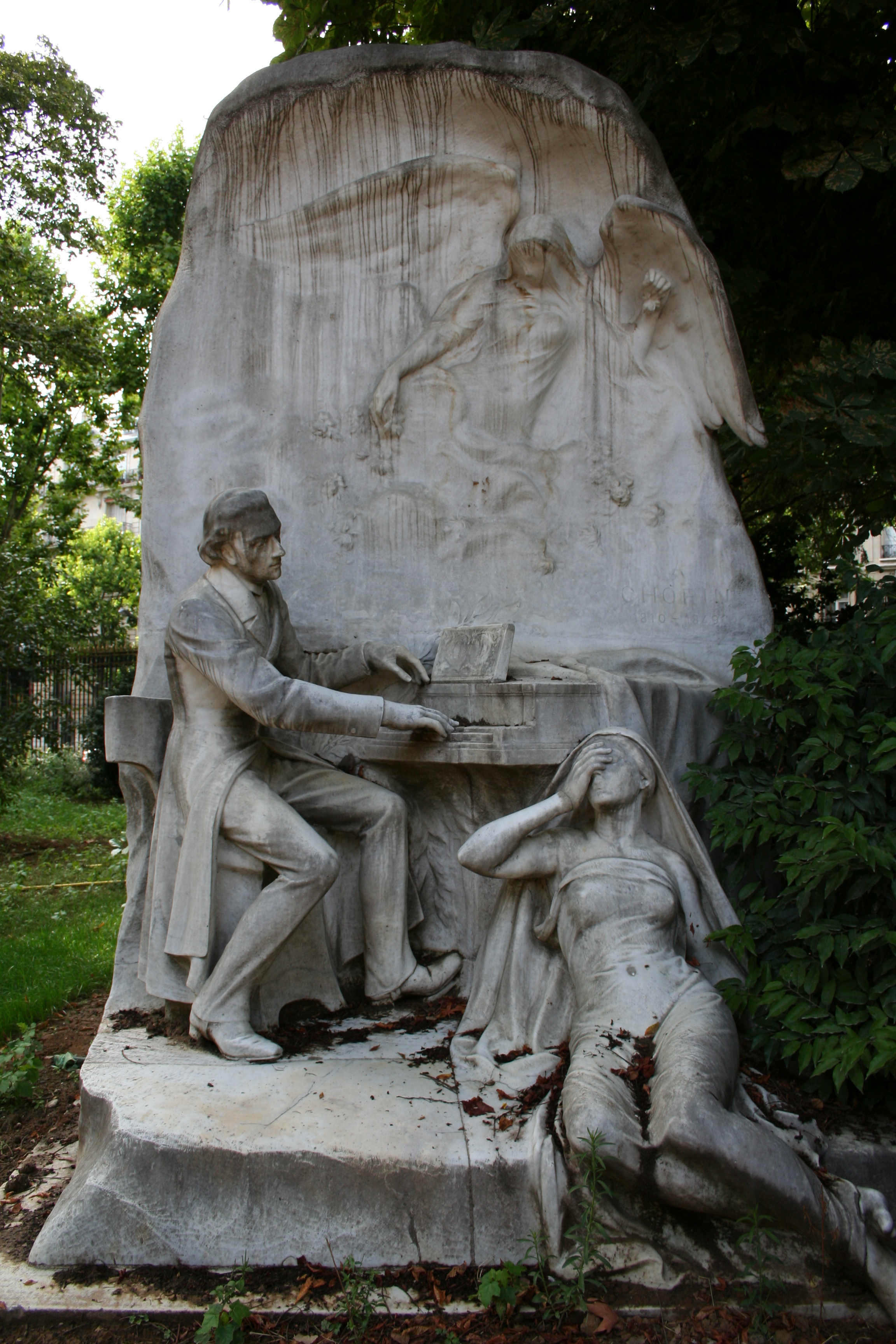
Monumento nel Parc Monceau, Parigi
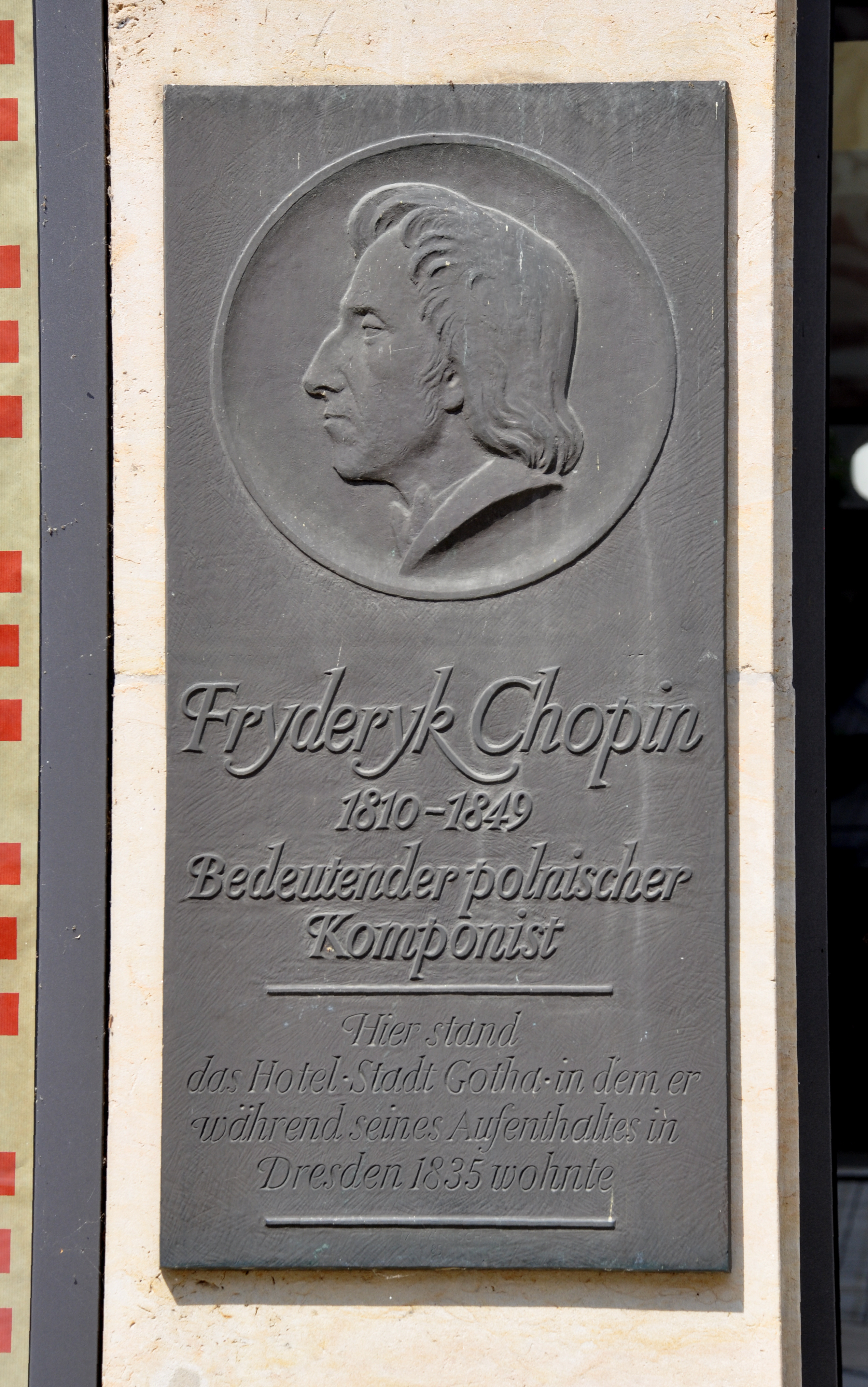
Targa commemorativa a Dresda, dove Chopin stette nel 1835
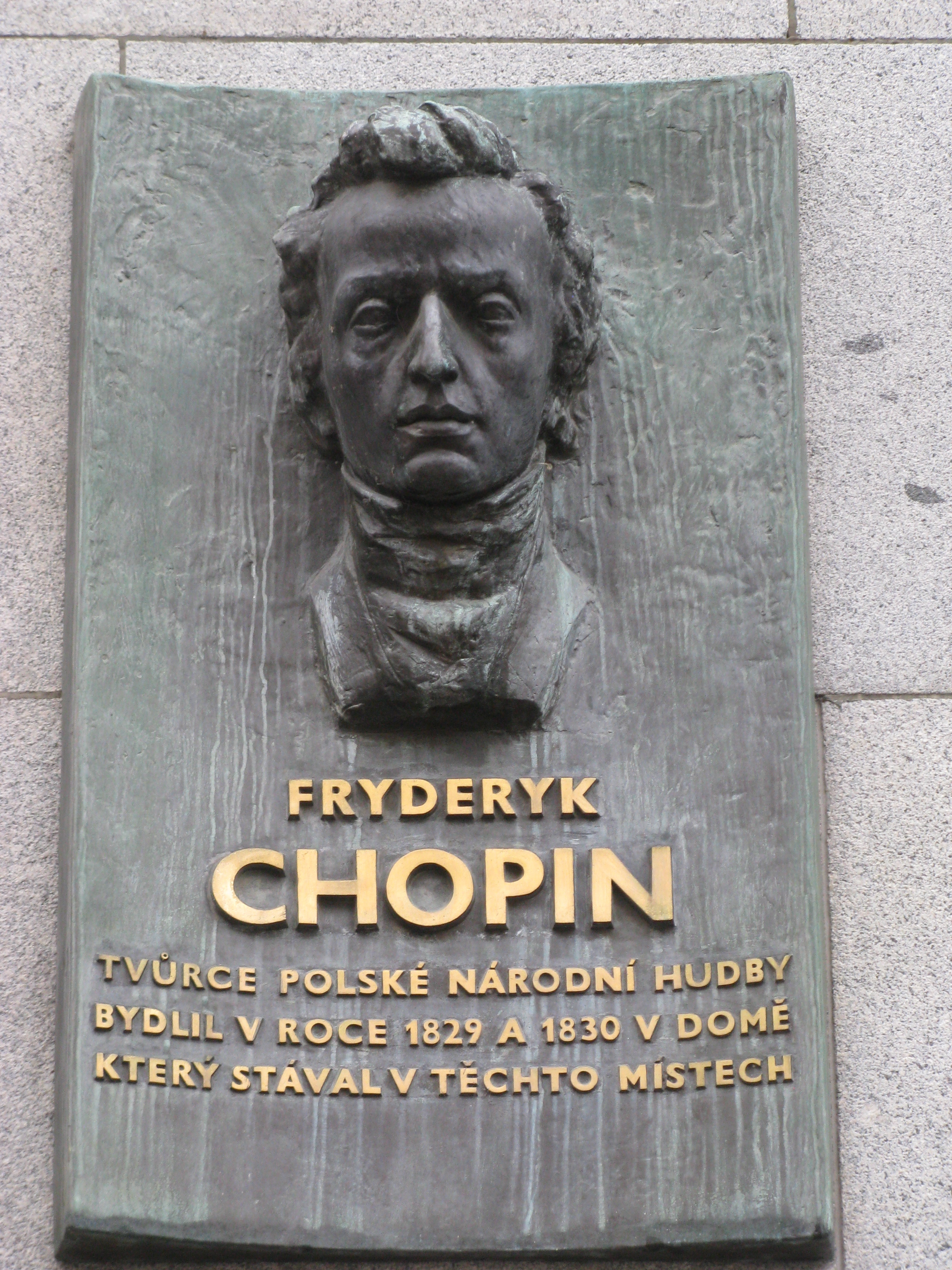
Targa commemorativa a Praga, dove visse Chopin nel 1829-30
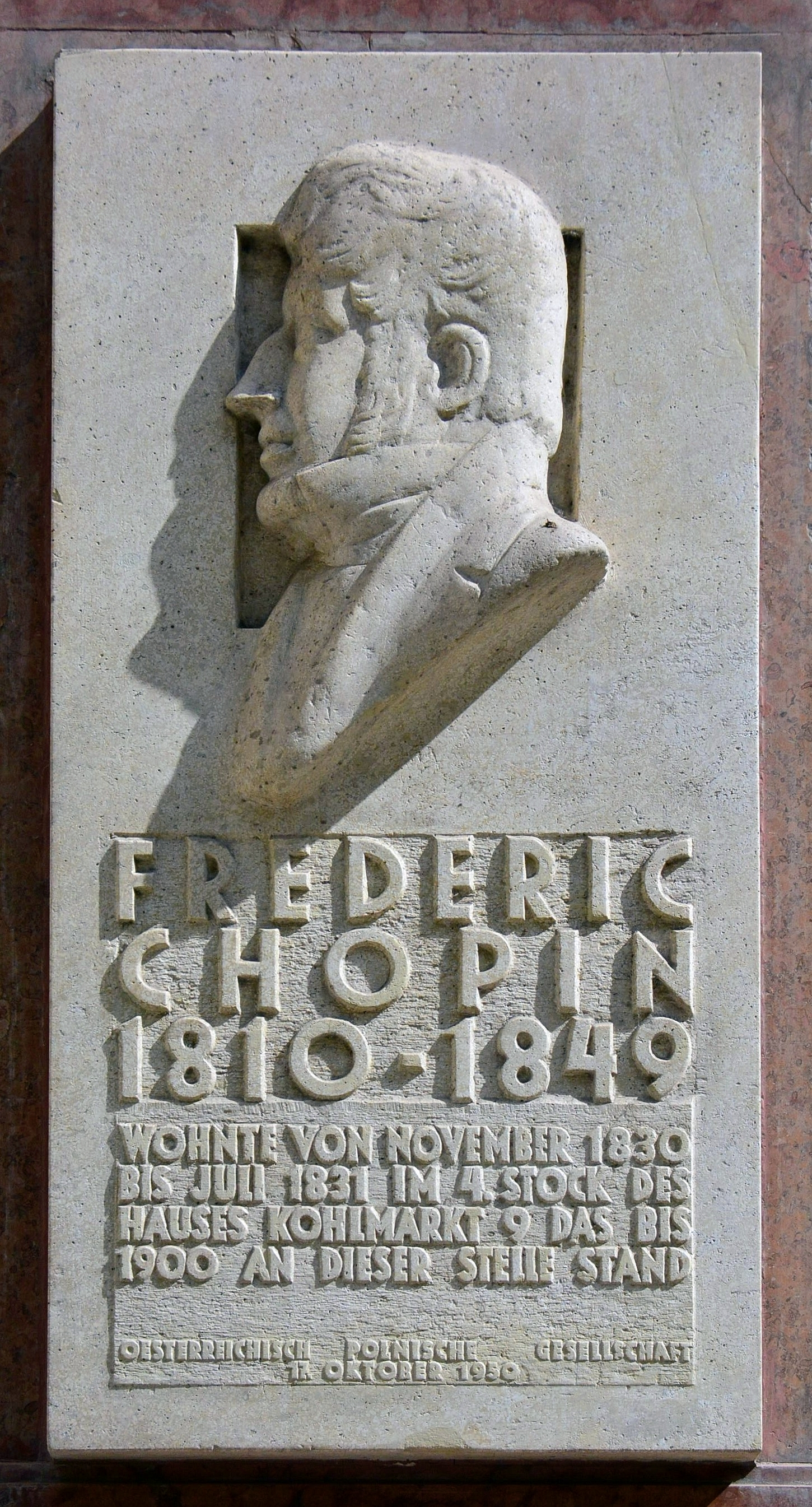
Targa commemorativa a Vienna, dove visse Chopin nel 1830-31
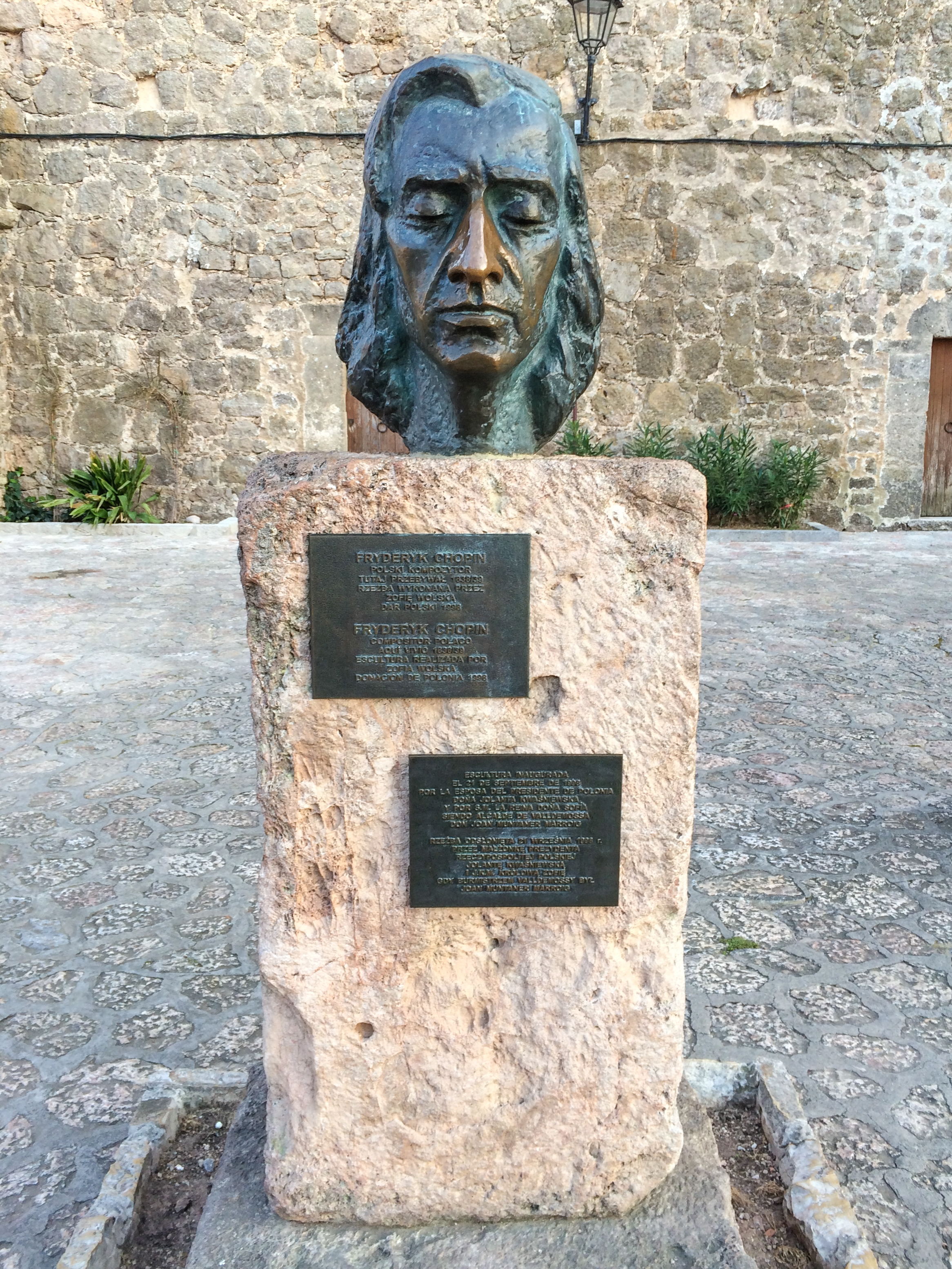
Busto a Valldemossa, dove Chopin stette nel 1838-39
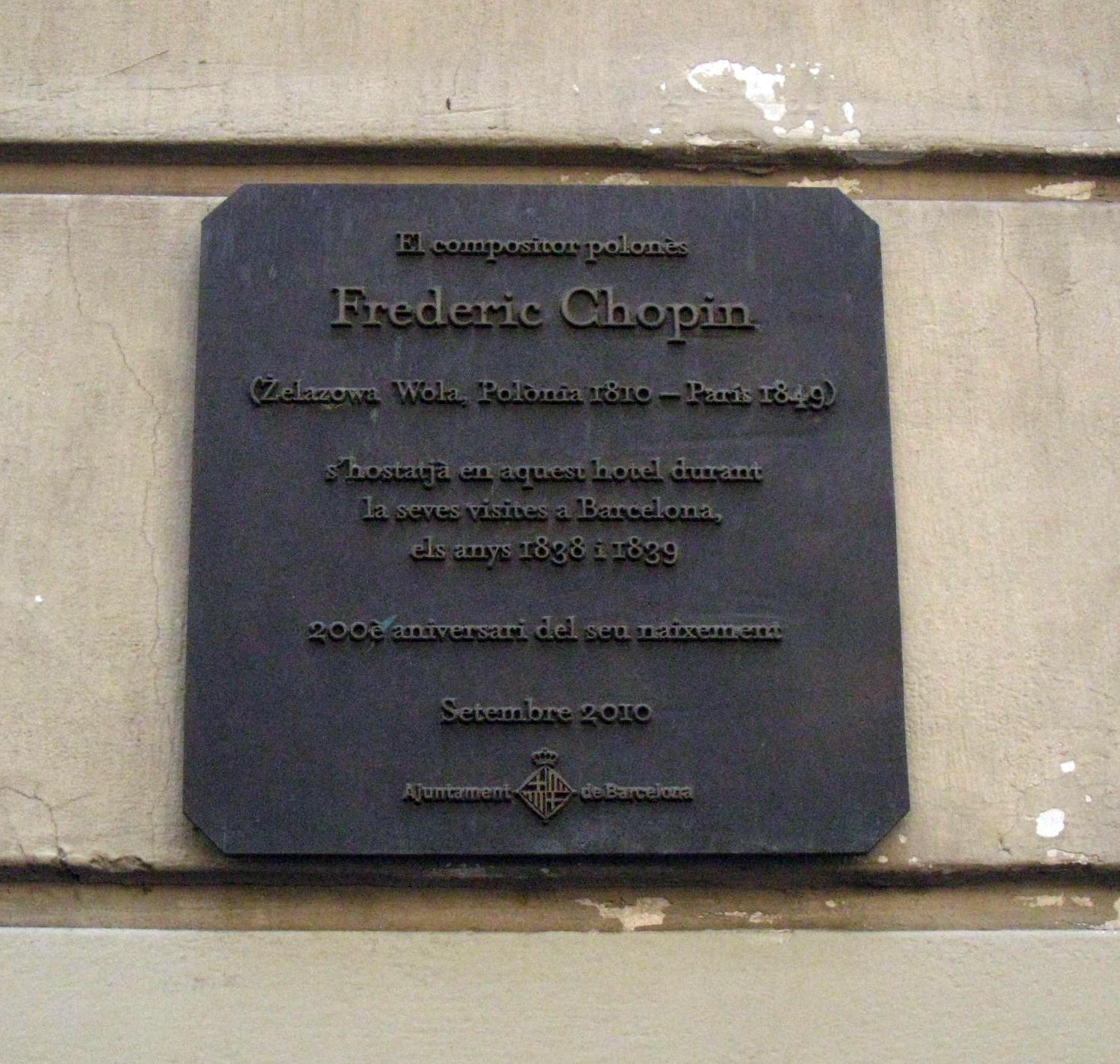
Targa a Barcellona che commemora le visite di Chopin nel 1838 e nel 1839
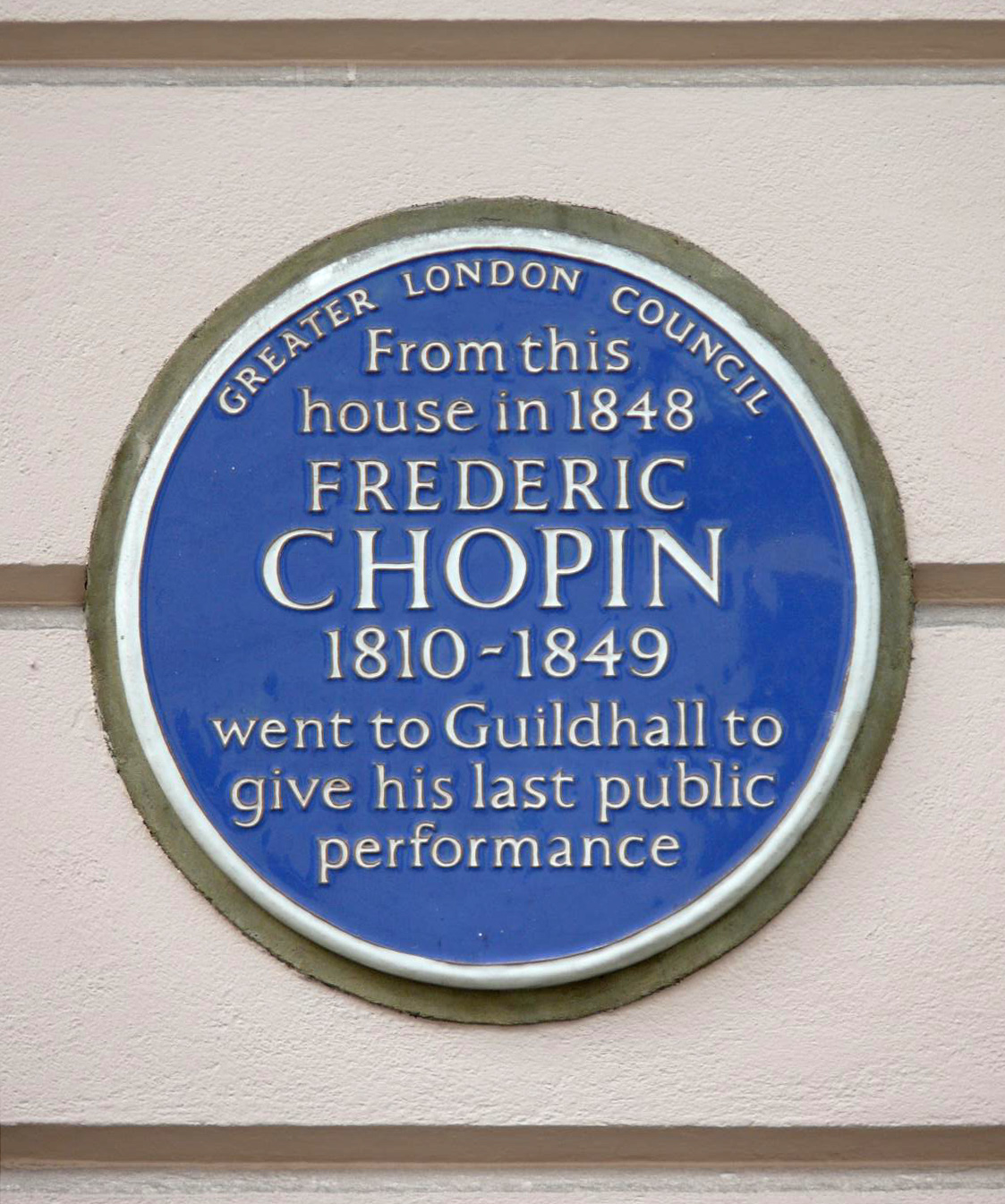
Blue plaque al n. 4 di St James's Place, London
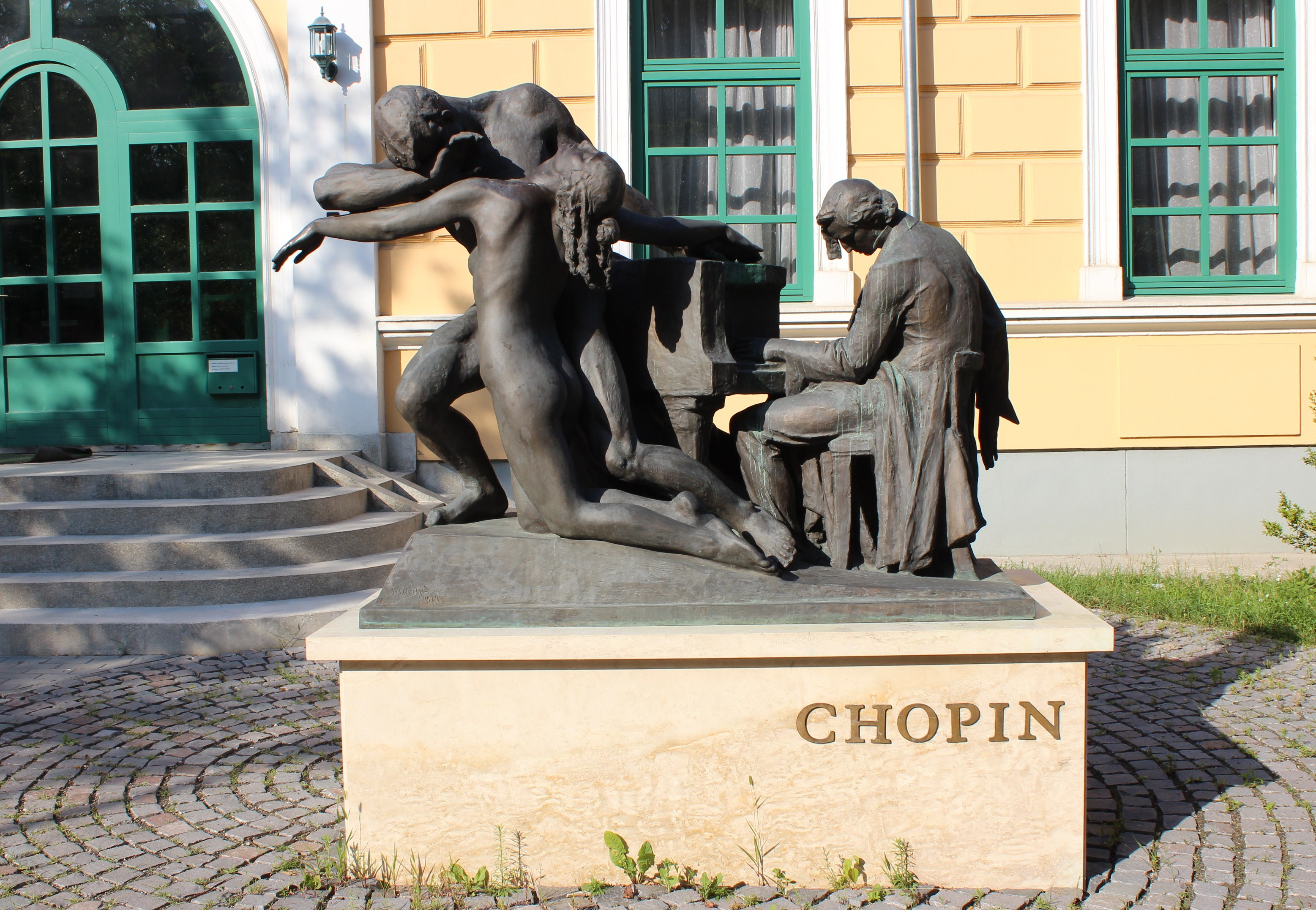
Monumento a Gödöllő
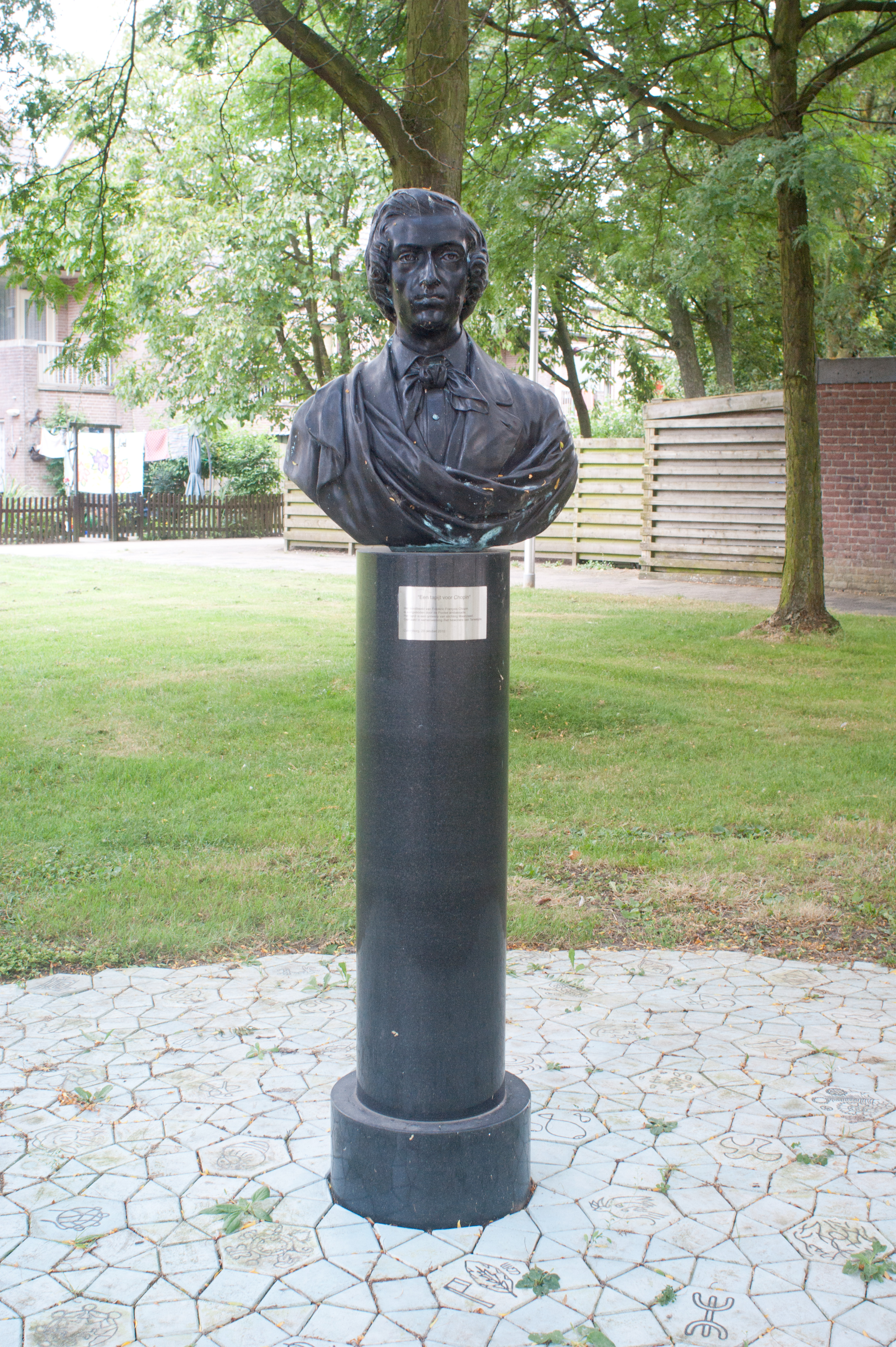
Busto a Culemborg

### Nordamerica
- Lo Chopin Theatre, Chopin Park, Chopin School e Chopin Plaza,[21] a Chicago, sono tutti chiamati così in onore del compositore, a testimonianza dell'influenza della comunità polacca di Chicago. Una statua di Chopin è prevista per il lungolago di Chicago.
- San José, Costa Rica

### Asia

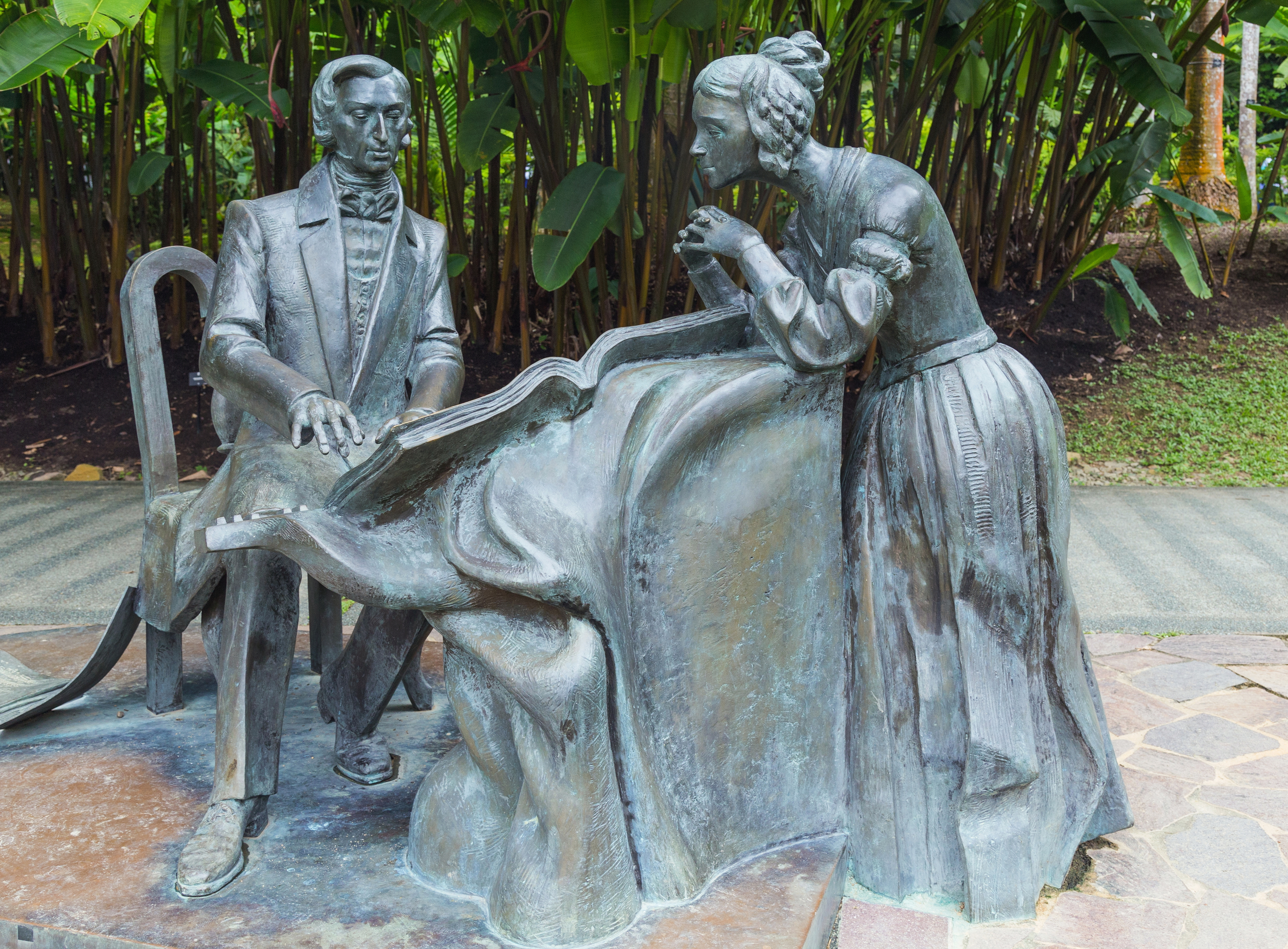
Monumento a Chopin, Giardini botanici di Singapore, Singapore

- Hamamatsu (1994)
- Shanghai (2007)[18]
- Singapore (2008)[18]

### Sudamerica
- Buenos Aires[22]
- Porto Alegre[22]
- Punta del Este
- Rio de Janeiro[22]
- Santiago[22]
- São Paulo[18]

## Omaggio musicale
- Żelazowa Wola, Op. 37, di Sergej Ljapunov, un poema sinfonico composto nel 1909 per commemorare il centenario della nascita di Chopin l'anno successivo.

## Istituzioni musicali

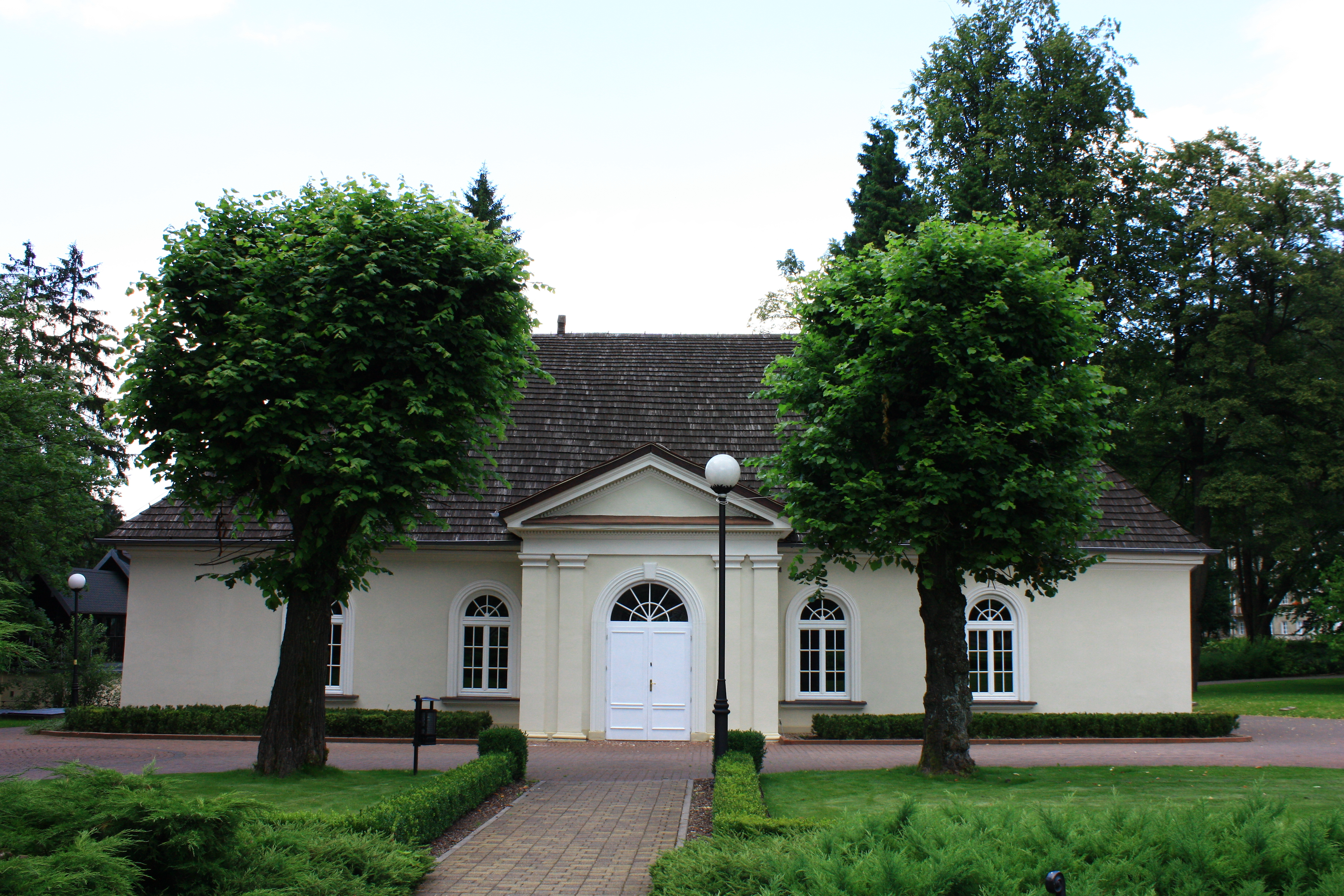
Teatro Fryderyk Chopin, Duszniki-Zdrój

- Il più grande conservatorio di musica polacca si chiama Università della Musica Fryderyk Chopin.
- Il più antico concorso monografico di musica al mondo, il Concorso pianistico internazionale Fryderyk Chopin, fondato nel 1927, si tiene ogni cinque anni a Varsavia. Periodicamente viene assegnato il Grand prix du disque de F. Chopin, per le migliori registrazioni di Chopin.
- Il Festival Chopin, fondato nel 1946, si tiene ogni anno nel Teatro Fryderyk Chopin di Duszniki-Zdrój.

## Società su Chopin
- International Federation of Chopin Societies
- Fryderyk Chopin Society, Warsaw
- Chopin Society UK

## Musei

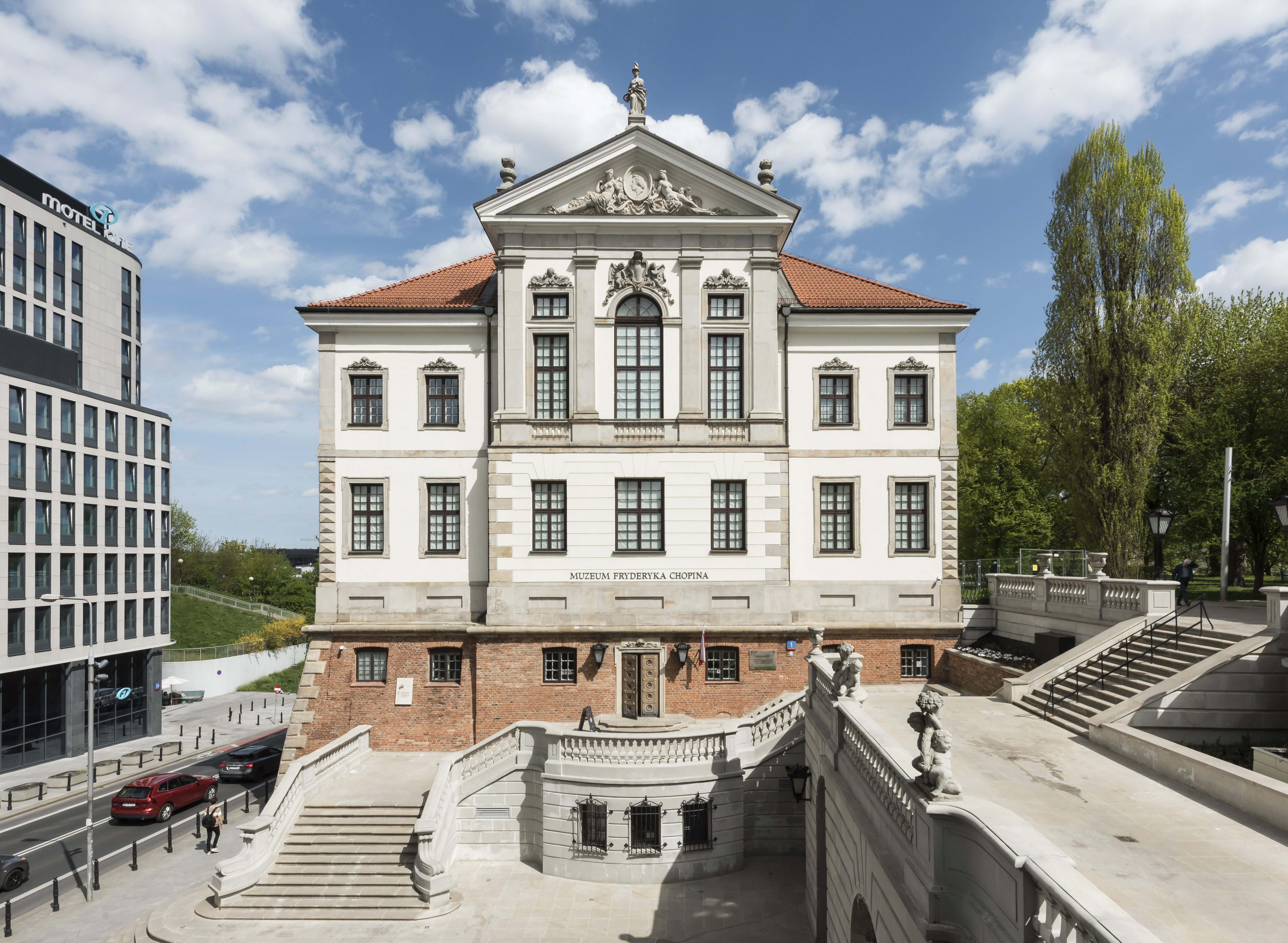
Palazzo Ostrogski a Varsavia, sede del Museo Fryderyk Chopin

- Il Museo Fryderyk Chopin, istituito nel 1954, è ospitato nel Palazzo Ostrogski di Varsavia, sede della Fryderyk Chopin Society. Il museo è stato rinnovato nel 2010 per il 200º anniversario della nascita di Chopin.
- La casa natale di Chopin a Żelazowa Wola è gestita come museo dal Museo Fryderyk Chopin.
- Il museo conserva anche il salotto della famiglia Chopin nel palazzo Krasiński di Varsavia.
- Il Salon Frédéric Chopin, Parigi
- Cella n. 4, Certosa di Valldemossa, Majorca - le stanze dove alloggiavano Chopin e George Sand sono allestite come un museo, compreso il pianoforte Pleyel di Chopin.
- La Biblioteca Polacca di Parigi ospita una mostra permanente, l'unica in Francia dedicata al compositore.[23]

## Altro

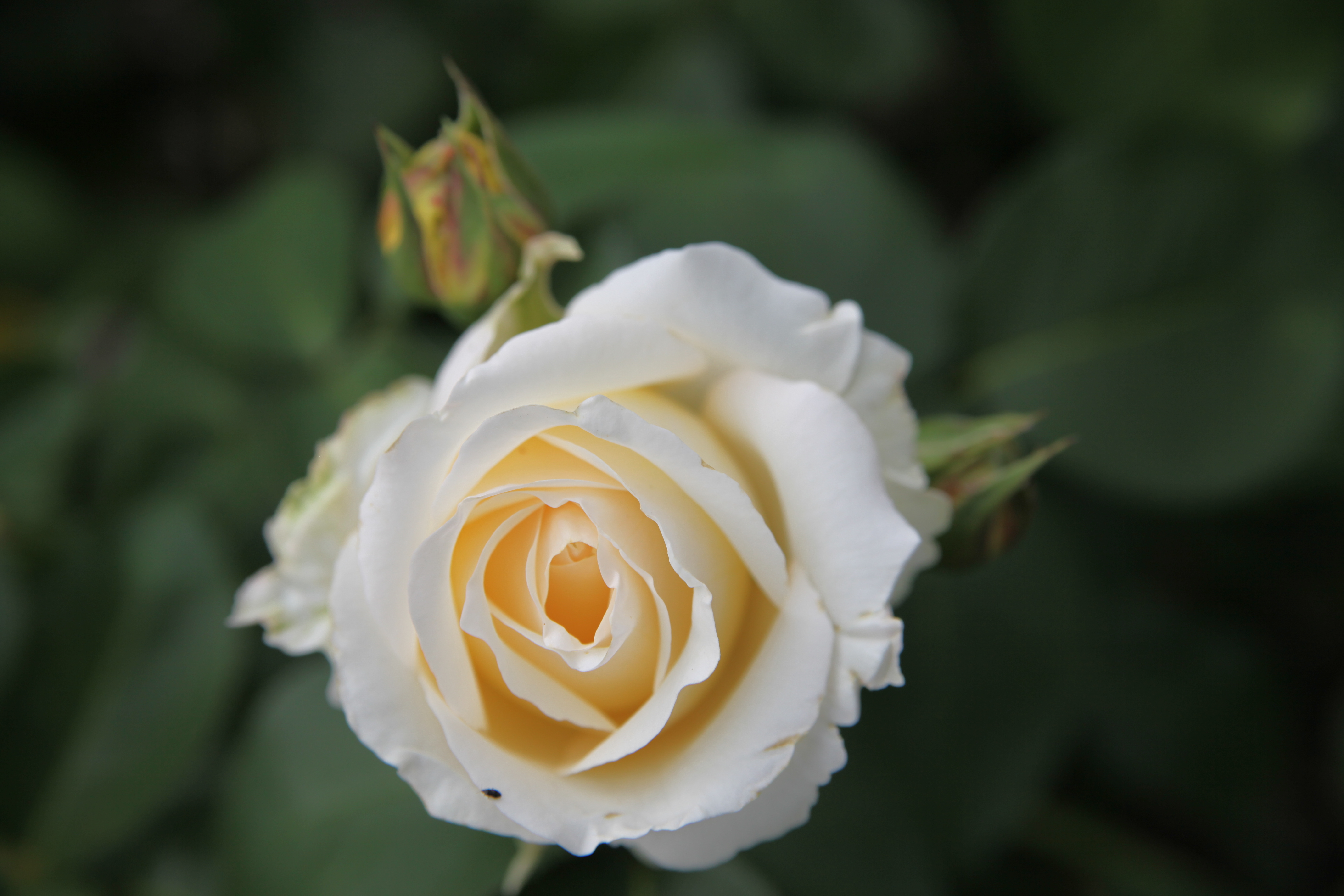
Rosa Chopin, Żyła 1980

Chiamati come il compositore sono:
- Aeroporto di Varsavia-Chopin
- Il Cratere Chopin su Mercurio
- L'asteroide 3784 Chopin.
- La Rosa "Chopin"